# Arequito
Arequito es una localidad del Departamento Caseros, provincia de Santa Fe, Argentina. Está ubicada a la vera de la ruta provincial 92 que la une con Casilda, (Cabecera Departamental). Es conocida como la Capital Nacional de la Soja.

## Ubicación geográfica
Arequito es una localidad del Departamento de Caseros, dentro de la provincia de Santa Fe, Argentina.

### Distancias desde Arequito
- 15 km al sur del río Carcarañá
- 82 km de Rosario
- 239 km de Santa Fe
- 260 km de Rafaela
- 367 km de Buenos Aires
- 370 km de Córdoba

## Naturaleza
Arequito es una típica localidad de la muy llana y fértil zona de praderas templadas llamada Pampa húmeda.

En cuanto a los respectivos géneros de las especies naturales que se mencionan más abajo, muchos no se encuentran ya en sus nichos o el número de sus poblaciones ha disminuido. Se debe a la modificación que el avance de la agricultura de gran extensión generó en el medio ambiente autóctono natural. 

### Flora
La cubierta vegetal primitiva ha sido alterada en forma casi completa por los cultivos industriales alóctonos (trigo, soja, girasol etc.) y la urbanización. 
Los pastizales se componen de cebadilla criolla, paja voladora, pasto miel, flechilla negra, variedad de hierbas del género stipa, rompe-arado, romerillo blanco, carqueja y la yerba de ovejas.
Antiguamente el ombú, con su majestuoso tamaño, rompía con la llanura de estas tierras. Hoy en día no se ve con frecuencia.

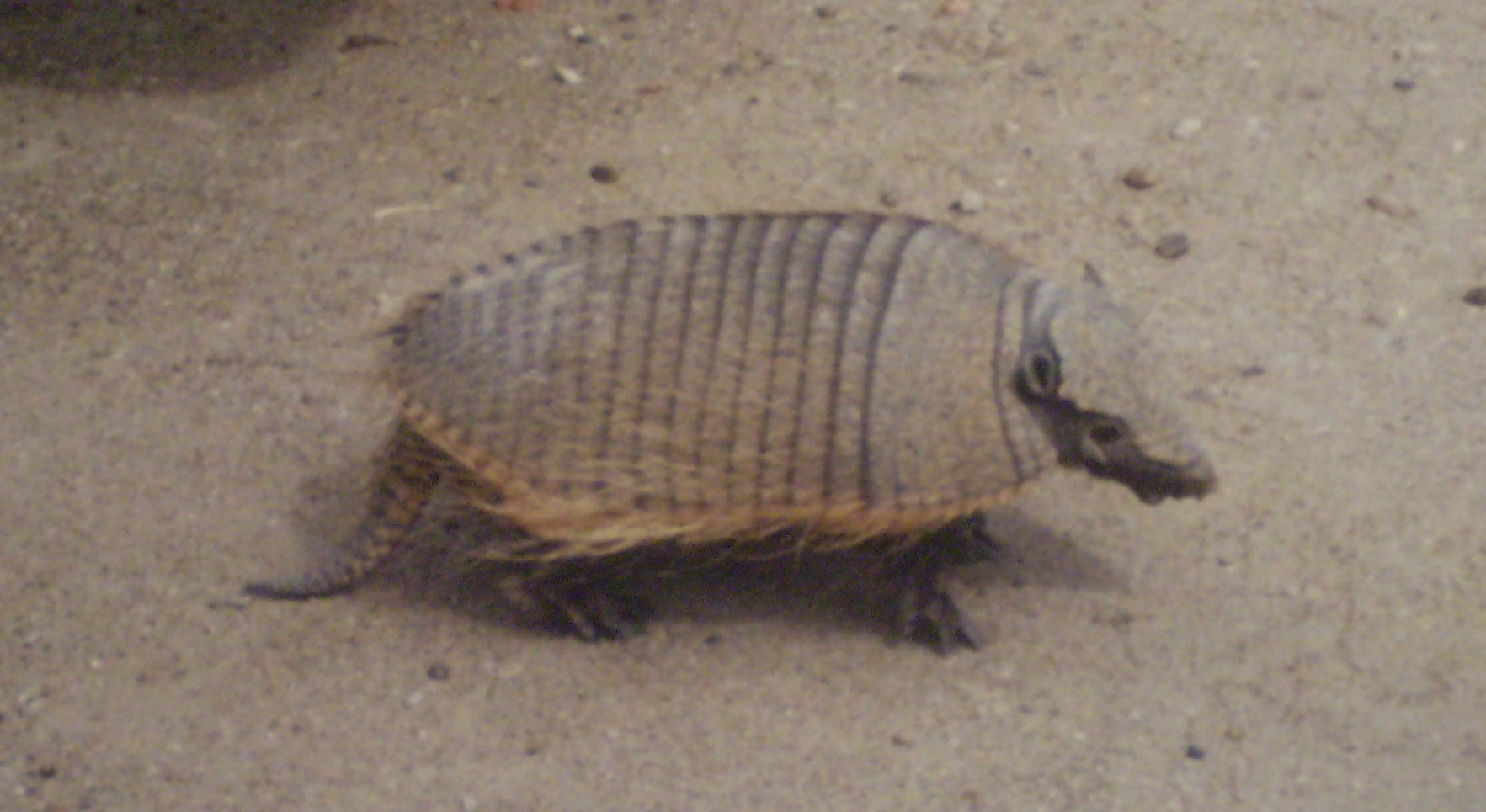
Peludo argentino o quirquincho mediano.

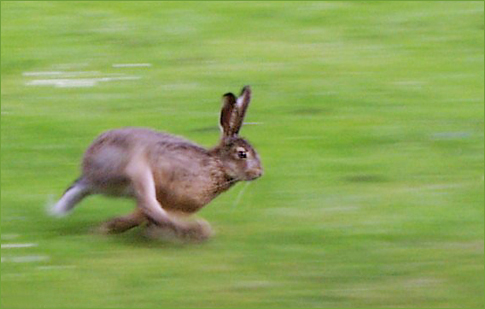
Una liebre asustada puede cubrir de un salto 3 metros con facilidad, y una vez en el suelo, puede saltar en ángulo recto para confundir a su perseguidor.

### Fauna
Mamíferos habituales: el murciélago de oreja de ratón de Chiloé, el peludo argentino o quirquincho mediano, el hurón menor, el ratón de las arenas, la laucha de Azara, el tuco-tuco.
Aves existentes: la martineta copetona común, la lechuza, el hornero, el tero, la pirincha, la gallinetita de puntos negros, la caminera común, el canastero o coludo enano, el torito de pico amarillo, el pájaro de corona castaña, el carpintero chico, la cata común, el cabecita negro común y el gorrión.
Reptiles: el ñuaso verde -especie de culebra-, el amberé o saltacera, la lagartija grácil y la iguana santafesina.
Batracios: el sapito pampeano y la ranita Leptodactylus mystacinus.
Invertebrados: varias especies de arañas, la langosta tucura -gran azotadora de cultivos-, la hormiga negra podadora y las mariposas de la alfalfa.

## Geografía

### Clima
El clima de Arequito es templado  pampeano.
Temperatura: la media anual oscila entre los 16 y 21 °C.
Posee dos estaciones bien definidas. Se puede determinar una estación calurosa que abarca desde noviembre a marzo, y otra fría de junio a agosto. La temperatura decrece rápidamente hasta alcanzar un mínimo en los meses de junio y julio, aunque es notable la inestabilidad del tiempo, que produce amplias variaciones de temperatura en muy pocas horas. Marzo es siempre el mes más estable. En invierno se registran temperaturas bajo cero, con fuertes heladas que dañan los cultivos.
Vientos: cálidos y húmedos. Los más habituales provienen del norte y del sur. Muy pocas veces superan las altas velocidades.
Lluvias: las precipitaciones pluviales son un elemento fundamental del clima. Las lluvias oscilan entre los 800 y los 1000 mm anuales, y si bien no se puede hablar de una estación seca, las precipitaciones son sensiblemente mucho más abundantes en verano que en invierno.

### Suelo
Argiudoles: de pradera negro. Es muy fértil y apto para la agricultura y la ganadería. Se extiende conformando una extensa llanura con ondulaciones moderadas. Arequito se emplaza aproximadamente entre 60 y 130 m s. n. m. El casco urbano se encuentra a 92,5 m sobre el nivel del mar. 
Aguas subterráneas: Arequito se encuentra en la zona sudoeste de la provincia de Santa Fe, la que cuenta con la mejor permeabilidad de los suelos y la calidad de las aguas dulces subterráneas es superior a las de otras zonas de la provincia.

### Hidrografía
El distrito Arequito es surcado por el río Carcarañá. De hecho este río, de caudal medio, fija el límite norte del distrito, a unos 17 km del casco urbano. 
El Carcarañá se origina en la Provincia de Córdoba, por la unión de los ríos Tercero y el arroyo Saladillo. Finalmente desemboca en el río Paraná, en inmediaciones de la ciudad de Coronda. 
Carcarañá es un río apto para la pesca y para la navegación de pequeña envergadura.

### Población
Cuenta con 6 836 habitantes (Indec, 2010), lo que representa una reducción de más del 5% frente a los 6 934 habitantes (Indec, 2001) del censo anterior.
| Gráfica de evolución demográfica de Arequito entre 1991 y 2010 |
|                                                                |
| Fuente: Censos nacionales del INDEC                            |

## Toponimia
Hacia 1771, el rey Carlos III  emitió un decreto por el cual se fundaron postas en el camino real que comunicaba el puerto de Buenos Aires con el Alto Perú.
En 1778 se creó la Posta de Areco —llamada así por el primer maestre de posta Braulio Areco— para acortar la distancia entre las postas de Desmochados y la Esquina de la Guardia. Con el paso del tiempo, a fin de distinguirla de Carmen de Areco  y San Antonio de Areco, emplazadas en la provincia de Buenos Aires, se comenzó a utilizar su diminutivo, conociéndose por Arequito.
En esta posta pararon personajes destacados de la historia argentina como Manuel Belgrano, José de San Martín, Juan Bautista Bustos o el polémico Juan Galo Lavalle, entre otros. Pero su importancia histórica va a ser dada por las crónicas de época que constantemente la nombran.

## Historia
Un hecho trascendente fue la sublevación del Ejército Auxiliar del Alto Perú (pese al nombre se trataba de un ejército argentino derivado del Ejército del Norte), al mando de los coroneles Juan Bautista Bustos, Alejandro Heredia, José María Paz y Juan Felipe Ibarra; acontecida en esta posta el 8 de enero de 1820, cuya consecuencia fue el triunfo federal de Cepeda, el Tratado del Pilar, la culminación del régimen dictatorial y el advenimiento en el escenario político del país de los moldes federalistas.
Con el transcurso del tiempo la zona se fue poblando. En 1855, para proteger a la población de las arremetidas indígenas, una estancia cercana, la Guardia de Acevedo, se fortificó, conociéndose como Cantón Arequito -luego Cantón Constitución-.
Las grandes estancias de la zona vendían o arrendaban lotes de sus tierras a colonos inmigrantes. Con el europeo la pampa recibe el ideal de pujanza, y se transforma en la región más productiva del país. En 1887 llega el Ferrocarril Oeste Santafesino, traído por don Carlos Casado del Alisal. La fundación de la estación de trenes, ubicada a 17 km sur del antiguo emplazamiento de la posta, produjo un cambio significativo en la zona, y debido al aumento de la población, principalmente de esta de procedencia europea: italianos, yugoslavos, españoles, sirios-libaneses, que se asentó en torno a la estación, sobre tierras donadas donde la empresa del Ferrocarril Oeste Santafesino, de Carlos Casado del Alisal, diagramó el trazado del pueblo, que quedó habilitado el 7 de noviembre de 1887.

### Sublevación de Arequito

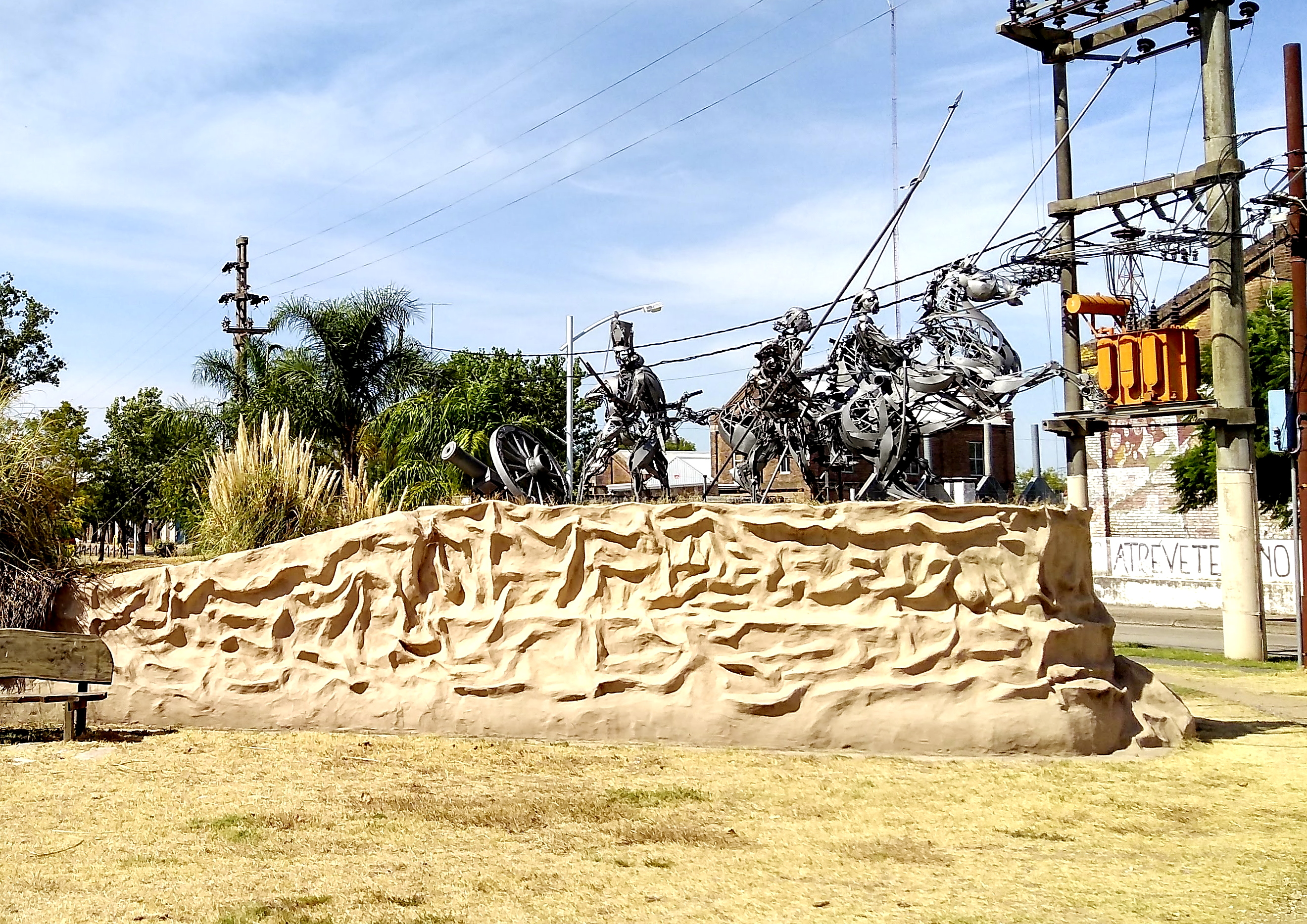
Monumento a la sublevación de Arequito, en la esquina de la Ruta 92 y calle Belgrano

“Uno de los hechos más controvertidos del pasado histórico de Argentina, es el motín de Arequito, protagonizado por casi la totalidad del Ejército Auxiliar del Alto Perú, que se negó a ser instrumento contra los caudillos del Litoral, que pugnaban por imponer el sistema Federal como sustento para la integración política nacional. Juan Bautista Bustos (cordobés), Alejandro Heredia (tucumano), José María Paz (cordobés) y Juan Felipe Ibarra (santiagueño) fueron los inspiradores y principales ejecutores de la sublevación. 

“Juan Bautista Bustos y los tres jefes que lo secundaron, eran militares de carrera y no improvisados milicianos carentes de conocimientos profesionales y políticos. De ello se deduce que su intervención en el hecho fue una decisión muy analizada.
“Arequito, supone la rebeldía de los patriotas que combatieron al enemigo exterior y que en la Posta santafesina se negaron a entrar en las luchas internas de la República, [concretamente se negaban a luchar contra las fuerzas del santafesino Estanislao López o todo otro ejército argentino que siguiera el ideario de José Gervasio Artigas. La Sublevación de Arequito cerró la etapa de las luchas por la Independencia, para abrir el proceso de la organización como Estado integrado. La posterior derrota de las tropas unitarias en Cepeda y el Tratado del Pilar que reconoció a Entre Ríos como provincia, fueron consecuencias de la sublevación. A partir de entonces, la mentalidad provinciana afloró en el escenario político del país y la idea de organizarlo bajo moldes federalistas cobró impulso. El fin del proceso ocurrió en la Batalla de Pavón, donde Mitre venció a la Confederación Argentina e impuso a los vencidos aceptar una república con un sistema federal, pero controlada y dirigida por Buenos Aires” (Serrano, Mario. “Arequito, ¿por qué se sublevó el Ejército del Norte?”, Editorial Círculo Militar. Buenos Aires. 1996).

### Orígenes del pronunciamiento
Finalizado el siglo XVIII y al comienzo del XIX, España se encontraba en guerra en Europa. Esto debilitó sus poderes en las colonias de América, las cuales aprovecharon para gestar sus independencias. 
El Virreinato del Río de la Plata se vio envuelto así en movimientos revolucionarios en mayo de 1810, cuando se creó una junta de gobierno patriótica en Buenos Aires (Revolución de Mayo). 
Comenzaba además una confrontación del incipiente gobierno central con las provincias del interior que deseaban su autonomía. El origen de esas diferencias tenía que ver con el avasallamiento económico y político que imponían los porteños hacia el interior. 
El 24 de marzo de 1815, Santa Fe se declaró autónoma, adhiriéndose al grupo de caudillos federales del Litoral, influenciados por José Gervasio Artigas (ver Liga Federal). 
El Director Supremo Carlos María de Alvear envió tropas al mando de Ignacio Álvarez Thomas para sofocar a los santafesinos, pero la derrota sufrida por su ejército provocó la destitución de Alvear el 15 de abril de 1815. 
Ignacio Álvarez Thomas asumió como Jefe Supremo suplente, pero la continuidad de problemas con Santa Fe le causaron su derrocamiento, tomando el cargo de Director Supremo el general Juan Martín de Pueyrredón, quien siguió hostigando a Santa Fe. 
Hacia 1818 surgió un jefe de milicias santafesinas (formado en el cuerpo de Blandengues y antiguo oficial de Manuel Belgrano), el brigadier Estanislao López ejercía su autoridad como gobernador de Santa Fe siendo uno de los aliados de Artigas. 
A mediados de 1818, el director Supremo Pueyrredón convocó al Ejército Auxiliar del Norte, que estaba al mando del General Manuel Belgrano defendiendo la frontera norte del país, para enfrentar y combatir a los federales. Belgrano acató la ordena medias ya que pidió licencia al tiempo que declaraba inútil una guerra fratricida. 
Ante la abstención de Belgrano, 15 de abril de 1819, Pueyrredón pidió al General José de San Martín, quien se encontraba en Mendoza alistando al Ejército de Los Andes, que interviniera en la lucha interna. Tanto San Martín como Belgrano sostenían que primero se debía vencer a los ejércitos españoles. 
Aún en contra de sus ideas, Belgrano obedeció la orden para no desacatar la incipiente organización política argentina, y partió a mediados de febrero de 1819 desde Salta hacia Desmochados –en Santa Fe- para auxiliar al ejército directorial del General Viamonte que había tenido que replegarse en Rosario luego de la derrota contra los federales en Barrancas. El objetivo del gobierno central era claro: utilizar los ejércitos más fuertes de la patria para someter y terminar con las ideas de los grupos federales provincianos, que estaban en desacuerdo con la forma de organización política existente, y querían la autonomía de todas las provincias del interior. 
Belgrano acampó con su ejército en la Posta de Arequito, desde donde envió correspondencia a Pueyrredón entre el 9 y el 16 de abril de 1819, comunicando el armisticio que había acordado con López para evitar luchas internas; luego retornó a capilla del Pilar, Córdoba, donde enfermo delegó el mando al general Francisco Fernández de la Cruz, y asumió como Jefe del Estado Mayor el coronel Juan Bautista Bustos. 
El 9 de junio de 1819, José Rondeau reemplazó a Pueyrredón -ambos unitarios o centralistas porteños- como Director Supremo y volvió a insistir a los Ejércitos del Norte y De Los Andes, que se dirigieran a Buenos Aires para luchar contra López y Artigas. El 13 y el 16 de octubre, ordenó a Fernández De La Cruz que acudiera con sus tropas. El General ya conocía cierta disconformidad en parte de su tropa, de actuar en las luchas internas del país. 
San Martín desobedeció las órdenes del Directorio y cruzó los Andes –más tarde liberaría de los españoles a Chile y Perú-, entonces Rondeau dispuso a las tropas de Viamonte que se hallaban en San Nicolás de los Arroyos para luchar contra los montoneros federales. Los santafesinos triunfaron cerca de Rosario. 
El 12 de diciembre de 1819, Fernández De La Cruz emprendió su marcha por el camino real hacia la frontera con Buenos Aires, para reforzar la lucha del gobierno central contra las montoneras. Su Ejército estaba formado por 3 mil hombres y 60 carretas. No disponían de uniforme, más bien tenían apariencia de gauchos. 
El 7 de enero de 1820 el Ejército se encontraba cerca de la Guardia de la Esquina (a 20 km de Arequito). Sus filas manifestaban la posibilidad de que ocurriera una sublevación por parte de las tropas, que no querían inmiscuirse en las luchas internas sino seguir defendiendo al país del enemigo exterior. Además las tropas estaban mal pagadas, harapientas, y al encontrarse lejos de sus hogares, consideraban que la lucha que iban a emprender era ajena a sus causas. 
El sofocante calor de enero hacía más penosa la marcha. La larga columna de hombres se confundía en la llanura como un camino interminable de hormigas. Al atardecer del 7 de enero, los soldados acamparon en la cercanía de la Posta de Arequito.

### Los hechos de la sublevación
Una parte del Ejército comandado por Bustos, acampó a unos 800 metros del resto de las tropas. 
En la noche, el Cuerpo de Dragones arrestó a su comandante. Igual actitud tomaron los Regimientos de Infantería n.º 2, el Batallón n.º 10 y una parte del Escuadrón de Húsares. Las órdenes del arresto habían sido impartidas por Bustos y Heredia. Las tropas sublevadas se separaron del resto y acamparon a cierta distancia. 
Al amanecer, se encontraban enfrentadas dos facciones del mismo Ejército. Los leales a De La Cruz, de espaldas al Río Carcarañá, sumaban 1400 hombres. Enfrente, los sublevados al mando de Bustos, eran 1500 soldados. 
Ambos bloques pasaron toda la mañana negociando para no enfrentarse en una batalla. Los sublevados liberaron a los prisioneros y a cambio De La Cruz acordó entregarles la mitad de los elementos de comisaría y carretas, pero al mediodía los leales se pusieron en marcha desobedeciendo lo pactado. Ante esto, 500 hombres a caballo al mando de Heredia, partieron desde el sector sublevado para reclamar a Fernández De La Cruz que hiciera entrega de lo acordado. 
Dos leguas (10 kilómetros) antes de Desmochados, Heredia alcanzó al Ejército. En ese momento, la vanguardia de los leales había sido atacada por los gauchos de López, por lo que Fernández De La Cruz se vio obligado a aceptar el pedido de Heredia y ordenó la contramarcha. Al anochecer, los dos Ejércitos volvieron a quedar enfrentados. Esa noche, varios batallones de De La Cruz desertaron y se unieron a los sublevados. 
Al amanecer del día 9, 400 montoneros santafesinos volvieron a hostilizar al Ejército leal. Partió la caballería sublevada hacia el campo bélico para detener los ataques de la montonera. Los oficiales sublevados informaron a los gauchos de Estanislao López la ruptura que se había producido en el Ejército y sus motivos, ante lo cual los santafesinos se retiraron y por último, Fernández De La Cruz entregó a Bustos toda la fuerza y pertenencias de su Ejército. 
La Sublevación de Arequito quedó así consumada, retornando los soldados al Cantón Del Pilar, en la provincia de Córdoba.

### Consecuencias de la sublevación de Arequito

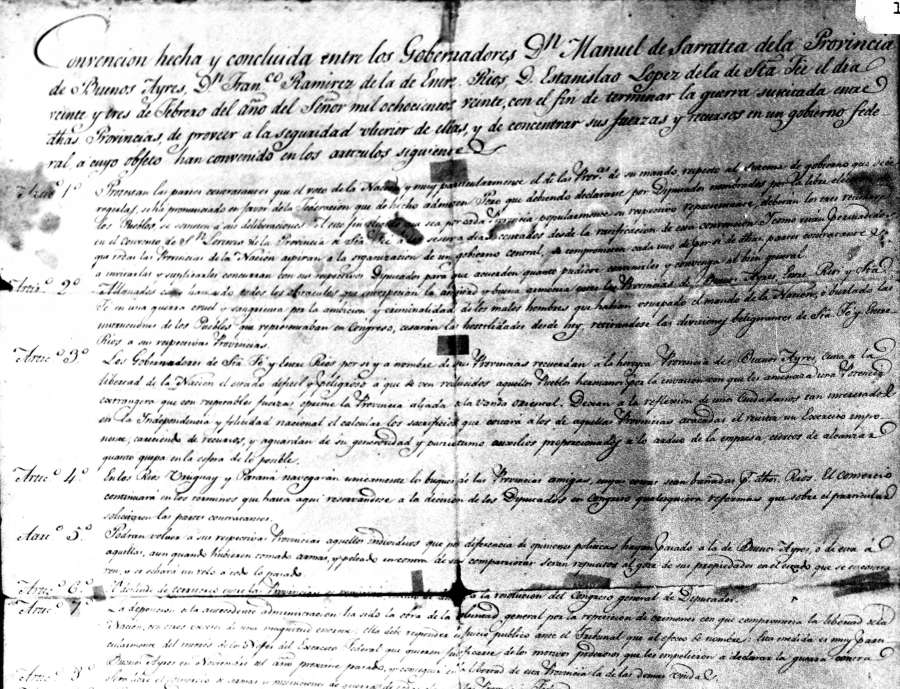
Tratado del Pilar.

El 1 de febrero de 1820, las fuerzas federales de Ramírez y López derrotaron a las débiles tropas del Director Supremo, culminando el 28 del mismo mes con la firma del Tratado del Pilar, que puso fin al conflicto de las provincias y comenzó a sentar las bases de una organización nacional sobre moldes federales de gobierno.
Bibliografía:
García, Lía. Historia Integral de Arequito. Arequito. 1989. Tomo I. 
Serrano, Mario. Arequito, ¿por qué se sublevó el Ejército del Norte?. Editorial Círculo Militar. Buenos Aires. 1996. 
Aportes documentales del Museo Histórico y Archivo Comunal de Arequito.

## Turismo
La planicie pampeana, con el colorido propio de sus campos sembrados, se conjuga con la inquietud del horizonte, los aromas y la frescura de la naturaleza, las danzas de las aves y la magia de los animales. 
En Arequito, a ese paisaje colmado de tranquilidad se suma la imponente estructura de antiguas estancias y complejos agropecuarios. 
Los campos reciben sin distinciones a familias, grupos de jóvenes, matrimonios y hasta abuelos que arriban con sus nietos. Todas las personas encuentran actividades recreativas acordes a sus necesidades y al terminar la estadía confiesan las ganas de volver.
Desde el 2000 la localidad de Arequito, situada al sur de Santa Fe, está trabajando en un proyecto creativo, proponiendo la actividad turística, que combina descanso, contacto directo con la naturaleza y diversión; ese esfuerzo derivó a la creación del ENATUR (Ente Arequito Turístico), el ente trabaja en el diseño y entrega de recorridos turísticos que permiten descubrir el paisaje de nuestra zona, su historia y actividades campestres. También el organismo avanza en el fortalecimiento de esas propuestas, su complemento con otros circuitos rurales y urbanos y la explotación regional continuada de los mismos; Dicha institución le ofrece al turista:

### Recorridos rurales
Distintas travesías y paseos uniendo antiguas estancias de la época colonial y de principios del Siglo XX, con sitios históricos y caminos transitados por los Ejércitos patrióticos, complejos de verano, chacras donde las costumbres y modos rurales siguen teniendo cotidiana presencia, criadores, granjas y establecimientos con producciones alternativas.
Posta de Arequito, camino real, estancias, Coll Benegas, Los Molles, Las Chozas, El Retorno.
Balneario Comunal Arequito. 
Desayunos, almuerzos y meriendas de campo. 
Uno de los servicios más importantes, que tiene el ente es la posibilidad de organizar eventos sociales, como originales fiestas de casamientos, bautismos, cumpleaños 15 y reuniones empresariales, todo a campo abierto.

### Recorridos urbanos
Museos General y Ferroviario, Cine-teatro, muestras de arte, artesanos, acuario, parroquia, edificios históricos, industrias alimenticias, residencia de Soledad Pastorutti, Observatorio astronómico, viveros y barrio Quinta, reserva ecológica, vieja pulpería, plantas cerealistas, eventos populares. 
Tranquera adentro, los viajantes tratan de escapar de las grandes ciudades. La propuesta pone en manifiesto que “en el campo además de soja se cultiva relax”. 
Una de las estancias más visitadas es estancia “LAS CHOZAS” la cual, situada a pleno campo, cuenta con alojamiento rural en Casa Quinta, piscina, frondosa arboleda y extenso parque, animales de campo, actividades campestres, avistamiento de aves, comidas criollas, entre tantas cosas. 
Los precios del mercado zonal para casa de campo, con 4 comidas incluidas y cabalgatas o actividades rurales oscilan entre 40 y 80 pesos por día por persona. Pasar un día de campo, con el almuerzo, merienda y actividades, cuesta entre 20 y 40 pesos por persona.

## Eventos

### Día deSan Lorenzo
Cada 10 de agosto, Arequito celebra a su santo patrono con misa, procesión y fiestas cívicas y espectáculos culturales de gran envergadura. Con un carruaje de época la imagen del Santo recorre las calles del pueblo. Organizan: la parroquia Arequito, el centro cultural y museológico Ferroclub Arequito y la Comuna de Arequito.

### Fiesta Nacional de laSoja
Es un evento nacional que incluye jornadas técnicas, exposición agroindustrial y comercial, elección de la reina y espectáculos de alto nivel. Llega a convocar unas 10000 personas. Se realiza en octubre. Organiza: Club Atlético 9 de Julio con auspicio comunal.

### Milonga Pa Recordarte y Fiesta Interprovincial de Tango
Desde 2015, la Milonga Pa Recordarte convoca a amantes del tango provenientes de más de 40 pueblos y ciudades de 4 provincias argentinas, constituyéndose en uno de los principales polos tangueros del interior del país. Por ella han pasado importantes orquestas y varios de los mejores bailarines de tango del mundo. En julio se lleva a cabo la Megamilonga del Día del Amigo Tanguero, y en noviembre, durante el Fin de Semana en que se conmemora el Día de la Soberanía Nacional, se realiza la Fiesta Interprovincial del Tango.

### Barrileteada
En el día del niño, el Ferroclub convoca a una gran barrileteada, con carreras de embolsados, cinchadas, piñatas, chocolate, masas y mates. La participación es familiar, inclusive desde días anteriores, cuando fabrican los barriletes que hacen volar esa tarde. Se realiza en agosto.

### Bicicleteadas navideñas
Días antes de Navidad, chicos y grandes recorren el pueblo en bicicleta durante la noche, cantando villancicos, para disfrutar de los adornos navideños. Cierra un encuentro en la estación de tren con suelta de globos aerostáticos. Organiza el centro cultural y museológico Ferroclub Arequito

### Bicicleteadas Día de la primavera
Para recibir la primavera, todos los años los arequitenses recorren 17 km en bicicleta hasta el Balneario en el río Carcarañá, donde se hace una fiesta especial, con almuerzos individuales, deportes y festivales musicales. Se realiza en septiembre, con gran participación de la población. Organiza Comuna de Arequito.

### Feria de las Colectividades
Todos los años, Arequito realiza este evento que cuenta con delegaciones artísticas de más de 20 colectividades, espectáculos tradicionales y comidas típicas de cada país que aportó a la inmigración argentina. Convoca entre 3000-4000 personas de Arequito y la zona. Se lleva a cabo en septiembre. Organizada por las escuelas locales.

### Rally de regularidad de autos antiguos
Es complementario de la expo mecánica. Se hace conjuntamente en los días que se realiza la Fiesta Nacional de la Soja, con participación de decenas de autos de todas las épocas. Organiza el centro cultural y museológico Ferroclub Arequito.

### Fiesta del Agricultor
Arequito celebra el día del agricultor con desfile de maquinaria agrícola antigua y moderna, misa, homenajes y una populosa gran cena con elección de reina. Se realiza en septiembre. Organiza Federación Agraria Argentina, filial Arequito.

### Fiesta Integral del Libro
Con el eslogan "el libro a nuestro interior", Arequito dispone 10 días de exposición de libros a cargo de editoriales, talleres, conferencias, eventos culturales y espectáculos. Declarada de interés nacional, provincial y comunal. Se realiza en octubre, conjuntamente con la Fiesta Nacional de la Soja. Organiza: Sociedad Italiana de Socorros Mutuos.

### Ferias de la economía social y solidaria
Todos los meses la Comuna de Arequito organiza ferias de artesanos y microemprendedores del pueblo y región, que se complementan con espectáculos.

### Encuentro de Coros
Anualmente, la Agrupación Coral Arequito, de la Comuna local, recibe en el pueblo a otros coros de distintas provincias del país. Las veladas con a sala teatral repleta. Se realiza en diferentes épocas del año.

### Rock & Festival
Es una actividad anual, que comenzó a realizarse en el año 2007, con la Organización de la Secretaría de Juventud de la Comuna de Arequito. El día escogido fue el 1° de mayo, con motivo de aunar la organización de la juventud con las reivindicaciones obreras. Cabe destacar que el espacio surgió a propuesta de jóvenes músicos locales que manifestaban las pocas posibilidades de exponer su arte. A lo largo de los años el Festival fue creciendo hasta convertirse en un evento de reelevancia regional. Ha contado con la presencia de importantes bandas y solistas argentinos, como la banda de blues rosarina "El Vagón" y el solista J.A.F. (Juan Antonio Ferreyra), vocalista de Riff, la mítica banda de Pappo Napolitano.

## Personalidades
- Román Vitali: artista plástico de relevancia nacional y trascendencia internacional. Obtuvo becas y menciones en Argentina. Sus maravillosas obras deleitaron los ojos europeos en galerías españolas.
- Mónica Guido: actriz y vedette reconocida a nivel nacional. Trabajó en canales de televisión y teatros argentinos.
- Yanina Zilly: vedette reconocida a nivel nacional.
- Hugo Saggiorato: jugador de fútbol. Integró el plantel de Independiente junto a Ricardo Bochini. También formó parte de la selección Argentina junto a Diego Maradona.

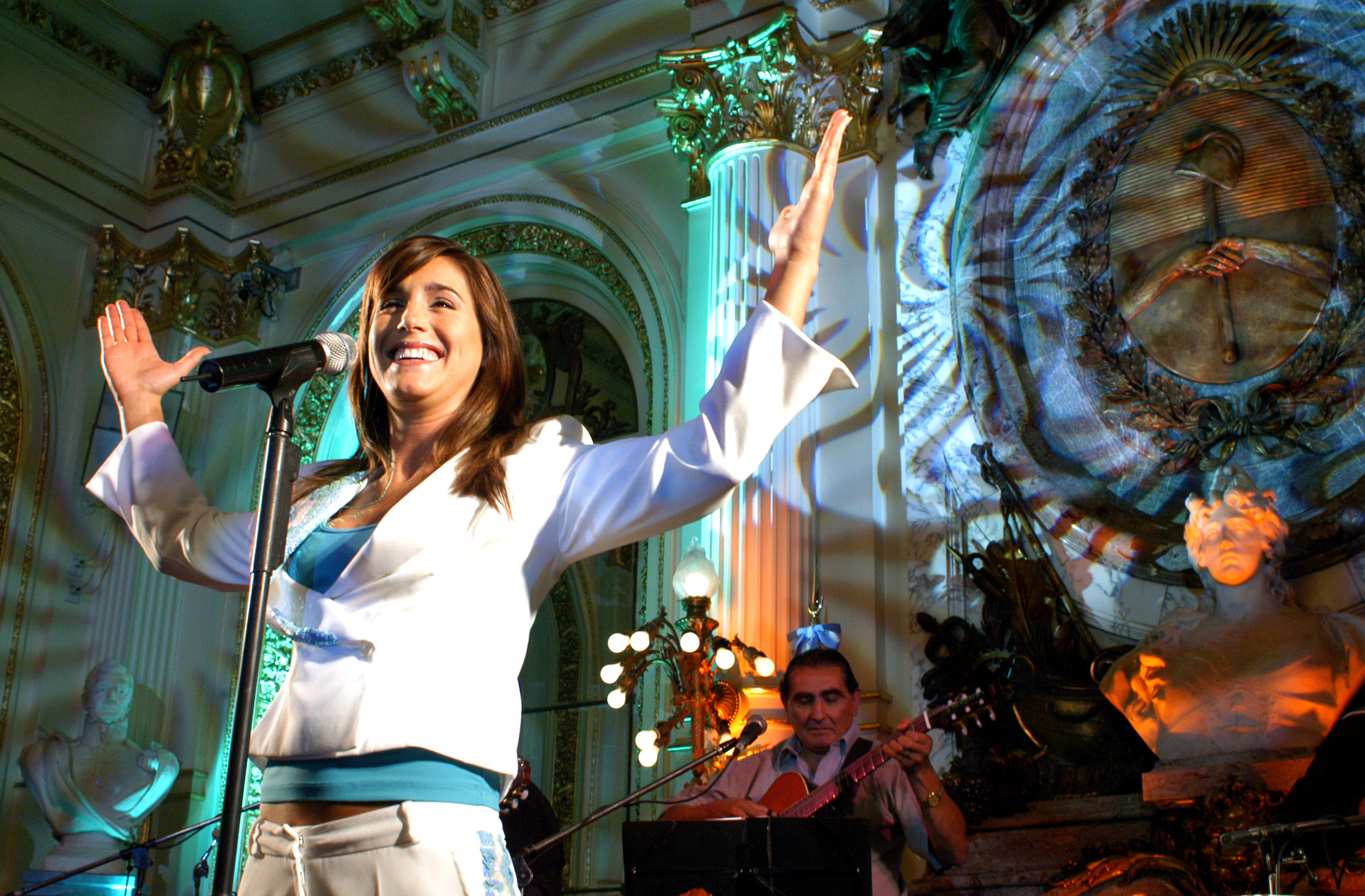
Soledad Pastorutti.

- Soledad Pastorutti: cantante folclórica de trascendencia internacional, surgida al estrellato en 1996. Esta hija predilecta de Arequito incursionó además en televisión y cine. Posee una fundación que trabaja en salud y en educación. Web oficial de la artista: Página oficial de la Sole.
- Natalia Pastorutti: cantante folclórica. Surgió de la mano de su hermana mayor Soledad Pastorutti. Con el correr del tiempo logró su propio lugar independiente. Hoy llega a grabar su segundo disco como solista. Web oficial de la artista: Página oficial de Nati Pastorutti.
- Niki Mármol: su ámbito artístico, comprende la música ejecutada en instrumentos acústicos, o denominada: "de concierto". Lo que más le agrada, es "componer" e imaginar nuevas posibilidades estéticas.
- Juan Antonio Milatich: conocido como "La Juana" exciclista de la localidad integrante de la selección Argentina en los cuales participó con esta en competencia de Europa, juegos Panamericanos, juegos Odesur y mundial entre otros. Es considerado uno de los mejores ciclistas que dio el país.
- Marcelo Trobbiani: Exjugador de fútbol, jugó en las inferiores de Belgrano de Arequito y Aprendices Casildenses. Como futbolista estuvo en Boca Juniors, Estudiantes de La Plata, entre otros y fue campeón del mundo en 1986 con la Selección Argentina de Fútbol de la mano de Diego Maradona.
- Germán Gerbaudo: Exfutbolista de Rosario Central y Colón de Santa Fe, jugó en primera en la década de 1990 y principios del 2000. Campeón con la academia rosarina de la Conmebol y artífice del subcampeonato de 44 puntos en 1999.
- Alejo Audissio: Periodista deportivo. Especialista en deportes Olímpicos y Paralímpicos. Narrador oficial en los XII Juegos Sudamericanos Asunción 2022.

## Cultura

### Literatura
- Biblioteca Popular Bartolomé Mitre: la biblioteca cumple una importante función cultural dentro de la sociedad arequitense. Sus libros y servicios son utilizados asiduamente por alumnos de escuelas de todos los niveles de enseñanza y por el público en general, quienes encuentran en la lectura un canal de crecimiento intelectual.

### Teatro
- Grupo de Teatro Infantil

Dirigido por Ricardo Costamagna. Permite el contacto de niños con el arte teatral. Brinda obras todos los años. Tiene auspicio de la Secretaría de Cultura de la Comuna de Arequito.
- Grupo de Teatro de la Tercera Edad

Dirigido por Ricardo Costamagna. Es un espacio para la vinculación con el arte a personas de la tercera edad. Ofrece obras todos los años. Tiene auspicio de la Secretaría de Cultura de la Comuna de Arequito.
- Grupo de Teatro El Viejo Molino

Dirigido por Laura Bruzzo funciona desde 1985. Presenta obras todos los años. Tiene auspicio de la Secretaría de Cultura de la Comuna de Arequito.

### Tango
Desde Principios de la Década del '90, la Comuna de Arequito ofrece un Taller de Tango gratuito. Funciona todos los días martes, entre marzo y noviembre, en el Hall del Teatro Rossini. 
Durante el año, se realiza la Milonga "Pa' Recordarte", creada en Arequito con la misión de conservar, difundir y transmitir el tango y su cultura en pequeñas localidades del interior del país. Se ofrecen capacitaciones, seminarios temáticos, performances de bailarines, shows de orquestas, y la posibilidad de bailar con gente de cuatro y - a veces - hasta cinco provincias argentinas.

## Deportes
- Club Atlético 9 de Julio:

Fundado el 18 de junio de 1918. Dirección: Av. 9 de julio de 1183.
Apodo: El Pulgón
Campeonatos Ganados: 10: 1935-1956-1960-1962-1990-1993-1994-1995-2012-2017
https://web.archive.org/web/20130523035217/http://ca9dejulio.com.ar/
- Club Atlético Belgrano:

Fundado el 23 de marzo de 1923. Dirección: Brigadier López 1681. 
Apodo: La Pantera
Campeonatos Ganados: 12: 1966-1967-1968-1975-1976-1977-1996-2011-2021-2022-2023-2024 
www.belgranodearequito.com.ar/
- Club Abuelos Arequito:

Movido por su amor propio se reúnen en un domicilio particular y resuelven fundar una nueva institución. Era lógico que había que buscar consenso para no fracasar. Fundado el 24 de agosto de 1992; la que de una casa de familia se ha convertido el lugar apropiado para poder brindar lo que se propusieron ese grupo de entusiastas dirigentes.

## Educación
- Escuela Técnica n.º 388 "Dr. Julio I. Maiztegui"

Escuela estatal EGB 3 y Polimodal. Finalidad: Ciencias Naturales. Perfil: Técnicos en Industria de la Alimentación.
- Escuela Fiscal n.º 202 "Mariano Moreno"

Ubicada en la zona céntrica de Arequito es Escuela sede de distintos eventos: elecciones, encuentros culturales, congresos y cursos a nivel provincial y nacional.
- Escuela de Enseñanza Media n.º 219 "Domingo Faustino Sarmiento"

Escuela estatal EGB 3 y Polimodal. Finalidades: Economía y Gestión de las Organizaciones; Humanidades y Ciencias Sociales.
- Centro de Formación Rural "Roberto Coll Benegas" n.º 8236 (Escuela Técnica)

Escuela privada EGB 3 y Polimodal. Finalidad: Producción de Bienes y Servicios.
- Escuela Especial n.º 2022

Escuela estatal para chicos con capacidades diferentes.
- Escuela de enseñanza media para adultos n.º 1237

Escuela estatal nocturna.
- Escuela fiscal n.º 733 Bernardino Rivadavia

Escuela estatal EGB 1 y 2.
- Centro de día Rayito de Sol

Espacio comunal a cargo de profesionales y psicopedagogos para niños con requerimientos especiales socioeconómicos. Funciona en contra turno escolar.
- Escuela de educación manual n.º 3153 "Almafuerte"

Escuela estatal. Imparte tecnología.
- Jardín de infantes nucleado n.º 109 Merceditas de San Martín

Escuela estatal de nivel inicial.
- Escuela Enseñanza Primaria para Adultos

Escuela estatal nocturna.
- Centro de Educación Rural n.º 1067/202 "Campo Los Molles"

Escuela estatal rural EGB 1 y 2.
- Escuela Particular Incorporada n.º 1114 Nuestra Señora del Rosario

Escuela privada religiosa. Niveles inicial, EGB 1 y 2.
- Centro de Educación Rural n.º 387/202 "General José de San Martín"

Escuela estatal rural EGB 1 y 2.

## Instituciones
- Filial de la Federación Agraria Argentina:

A través de la historia de la humanidad las instituciones han surgido por innumerables motivos, pero muchas veces por sobradas razones, y una de las razones es cuando se quieren reivindicar los derechos de un pueblo. 
- Parroquia Nuestra Señora Del Rosario:

Arequito es un pueblo de sólida fe religiosa. La Iglesia es un pilar fundamental en el desarrollo de la comunidad. En el pasado, en el presente y a futuro, la presencia de la parroquia como centro de realización espiritual de los arequitenses, acompaña cada acto cotidiano.
- Museo Comunal y Archivo General Arequito:

El pasado de los arequitenses es un tesoro celosamente custodiado por el Museo Comunal y Archivo General de Arequito. Allí permanece documentada la historia de las instituciones y de los vecinos del pueblo. Documentos, objetos y un bastión de fuentes de la historia son un hito del recuerdo y la memoria vivos. Es presidido por el sr. Tadeo H. Buratovich.
- Sociedad Italiana de Socorros Mutuos:

El 15 de mayo de 1932 la Sociedad Italiana de Socorros Mutuos "Vittorio Emanuele III", de Arequito, inauguró el Cine Teatro Rossini, considerado uno de los más importantes de la provincia por su fisonomía, sus dimensiones y la maravillosa acústica. El nombre del edificio fue puesto en homenaje al talentoso músico italiano Joaquín Rossini, conocido también como el Cisne de Pesaro.
- Radio aficionados:

Un radioaficionado es una persona debidamente autorizada que se interesa en la radiotécnica con carácter individual, sin fines de lucro, y que realiza con su estación un servicio de instrucción, de intercomunicación y de estudios técnicos.
- Cooperativa integral de las comunidades ltda.:

La que hoy es cooperativa integral de las comunidades limitada, tiene su origen en la caja de créditos Arequito.
- Centro cultural y museológico Ferroclub Arequito:

Es una institución civil conformada por vecinos de Arequito, que tiene como finalidad la preservación y difusión del patrimonio histórico ferroviario y la promoción de la cultura.
- Ecoclub:

Es una organización no gubernamental, democrática, constituida básicamente por niños y jóvenes, que compartimos el objetivo de mejorar la calidad de vida de la población.
Sus acciones buscandar respuesta a las problemáticas que afectan el ambiente y la salud en las comunidades donde vivimos y donde trabajamos para que la población se involucre en la generación de los cambios que permitirán lograr ambientes saludables. 
Nosotros, los niños y jóvenes, buscamos adquirir un rol ciudadano que nos permita aportar a la construcción de sustentabilidad en el espacio local y ser interlocutores válidos frente a otros actores sociales.

## Economía

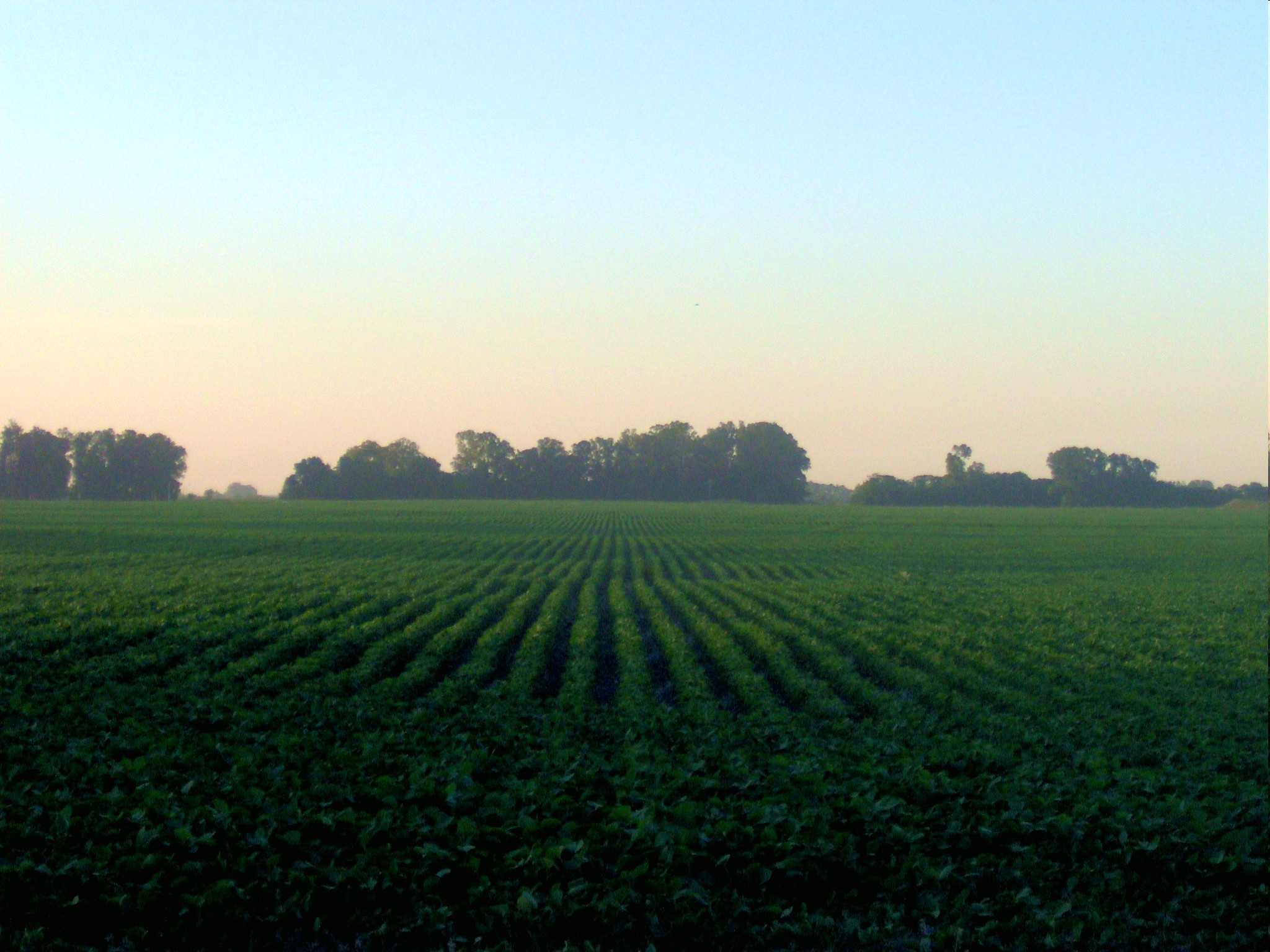
Sembrado de soja.

Como otras ciudades de la región pampeana la economía se basa en la producción agrícola-ganadera y en su inmediata elaboración, de este modo Arequito es actualmente un centro de la producción sojera al grado de haber sido declarada Capital Nacional de la Soja (lo cual le da un atractivo turístico cuando se realiza en octubre, la Fiesta Nacional de la Soja). La actividad industrial se centra principalmente en la fabricación de maquinaria agrícola, sus partes y piezas. Sus tres industrias principales fabrican sembradoras, secadoras de granos, acoplados autorecargables y otras máquinas. Posee también otras industrias las que sumadas a las mencionadas en el párrafo anterior emplean directamente a unas 300 personas.

### Cámara de Industriales de Arequito
La Cámara de Industriales de Arequito (Asociación Civil) ha dado inicio a sus actividades en el año 1978. Dicha asociación tiene por objeto agrupar a todos los empresarios que se dediquen a cualquier actividad industrial con asentamiento en nuestra localidad y zona de influencia; sirviéndoles de lazo de unión para la solución de problemas comunes y gestionar ante los poderes públicos y demás entidades de su clase, aquellas medidas, que dentro de los límites de lo legal, beneficien a la actividad industrial. 
A partir del año 1998, con la creación del Área Industrial de Arequito, predio que cuenta con 33 ha para el asentamiento de plantas industriales, la Cámara de Industriales se encarga de crear el marco propicio y brindar posibilidades, para el asentamiento de las mismas. 
La Cámara de Industriales de Arequito está integrada por empresas metal-mecánicas, 
Estrechamente ligadas a la actividad agrícola, entre las que se encuentran: ARE Compañía de Comercio Exterior, Aumec S.A., Cedar S.A., Ga-So SH, Manzi Hnos. S. A., Metalúrgica Milazzo, Tanzi S.A., Volonte Hnas. S. A., y demás industrias y agropartistas que fomentan la economía agroindustrial de nuestra localidad.

## Salud
Arequito cuenta con un Sistema de Atención Médica Comunitaria (SAMCo), de autogestión y participación estatal. Además posee un centro de salud dependiente de una asociación vecinal, una clínica privada de especialidades médicas, varios profesionales clínicos, pediatras y odontólogos.

### Centro Asistencial Vecinal Zona Norte
Centro médico privado que beneficia a sus socios con prestaciones clínicas, especialidades, odontología, enfermería, análisis clínicos, planes de cobertura médica, servicio de ambulancia, kinesiología y rehabilitación.

## Ciudades hermanas
- Lagnasco, Piamonte, Italia[1]

## Galería

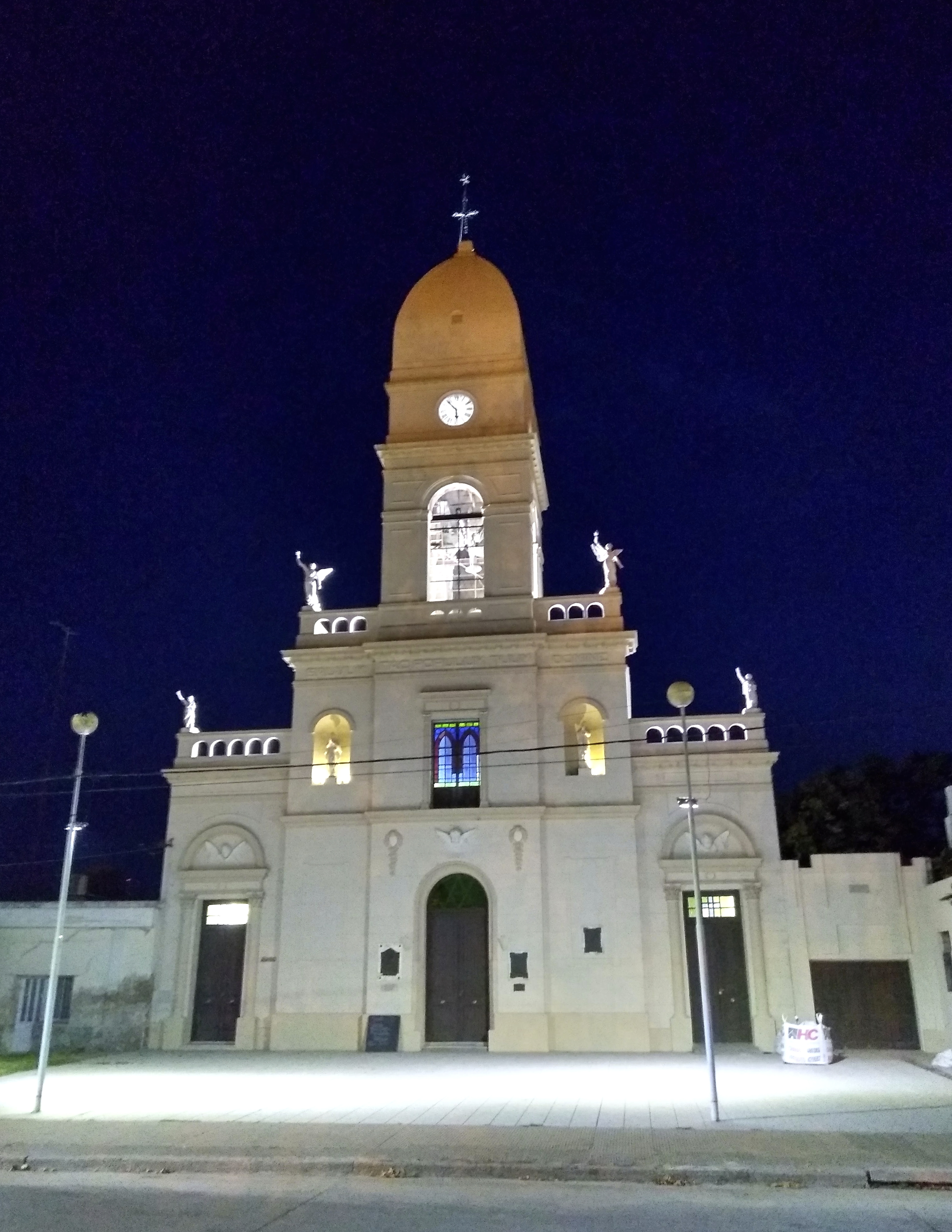
Iglesia parroquial Nuestra Señora del Rosario
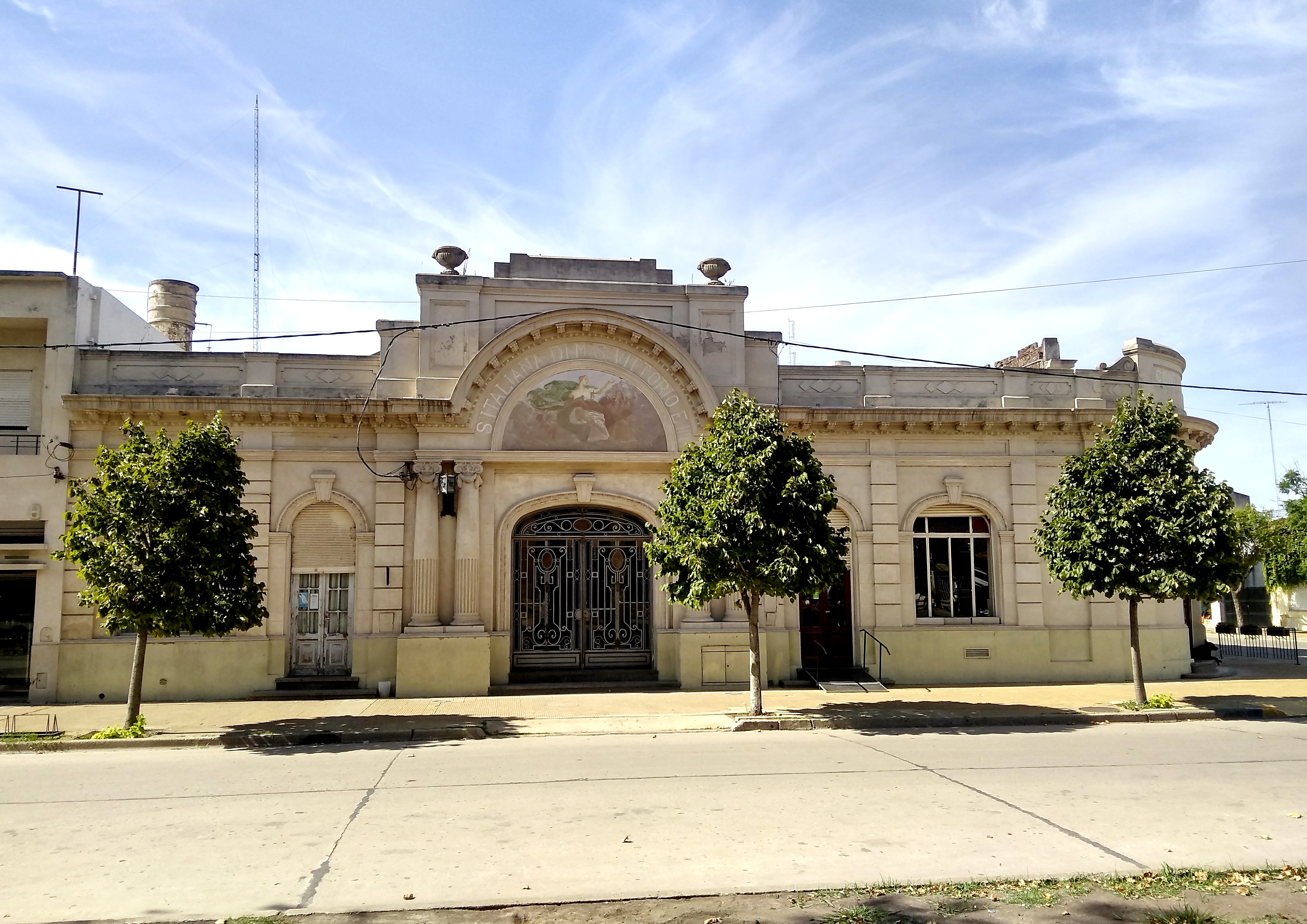
Sociedad Italiana, Cine Teatro Rossini
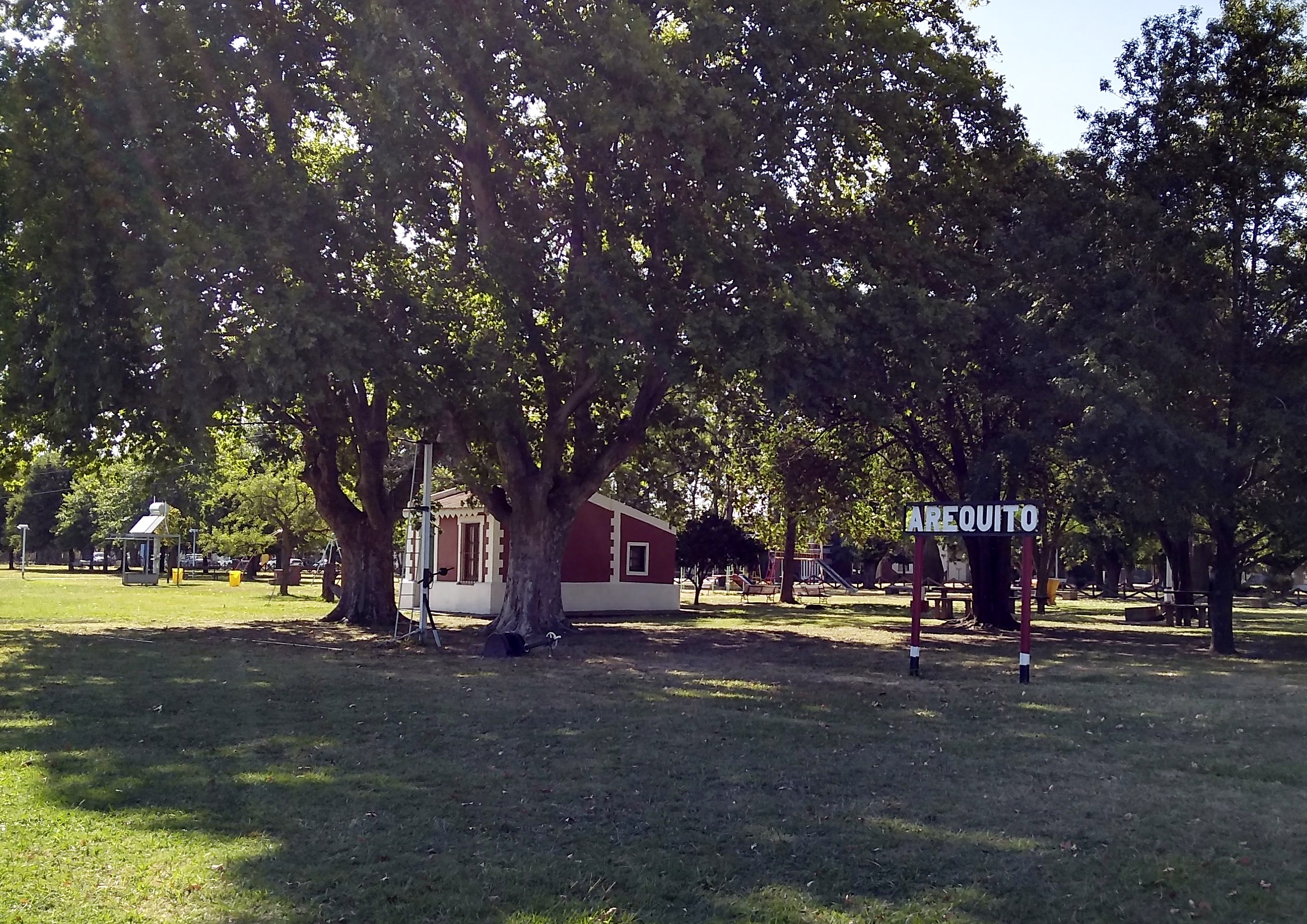
Antigua estación del FC Mitre
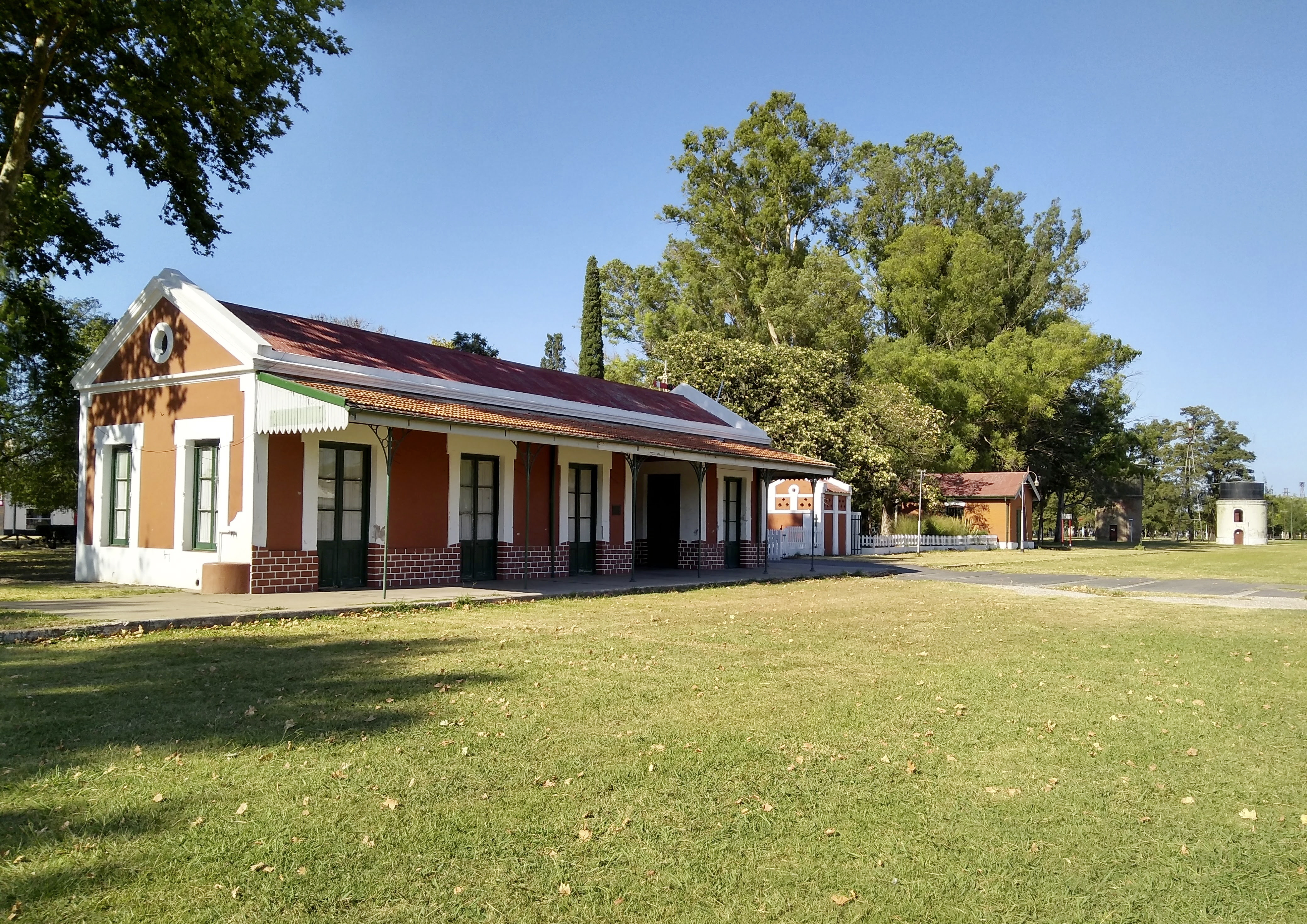
Antigua estación del FC Mitre
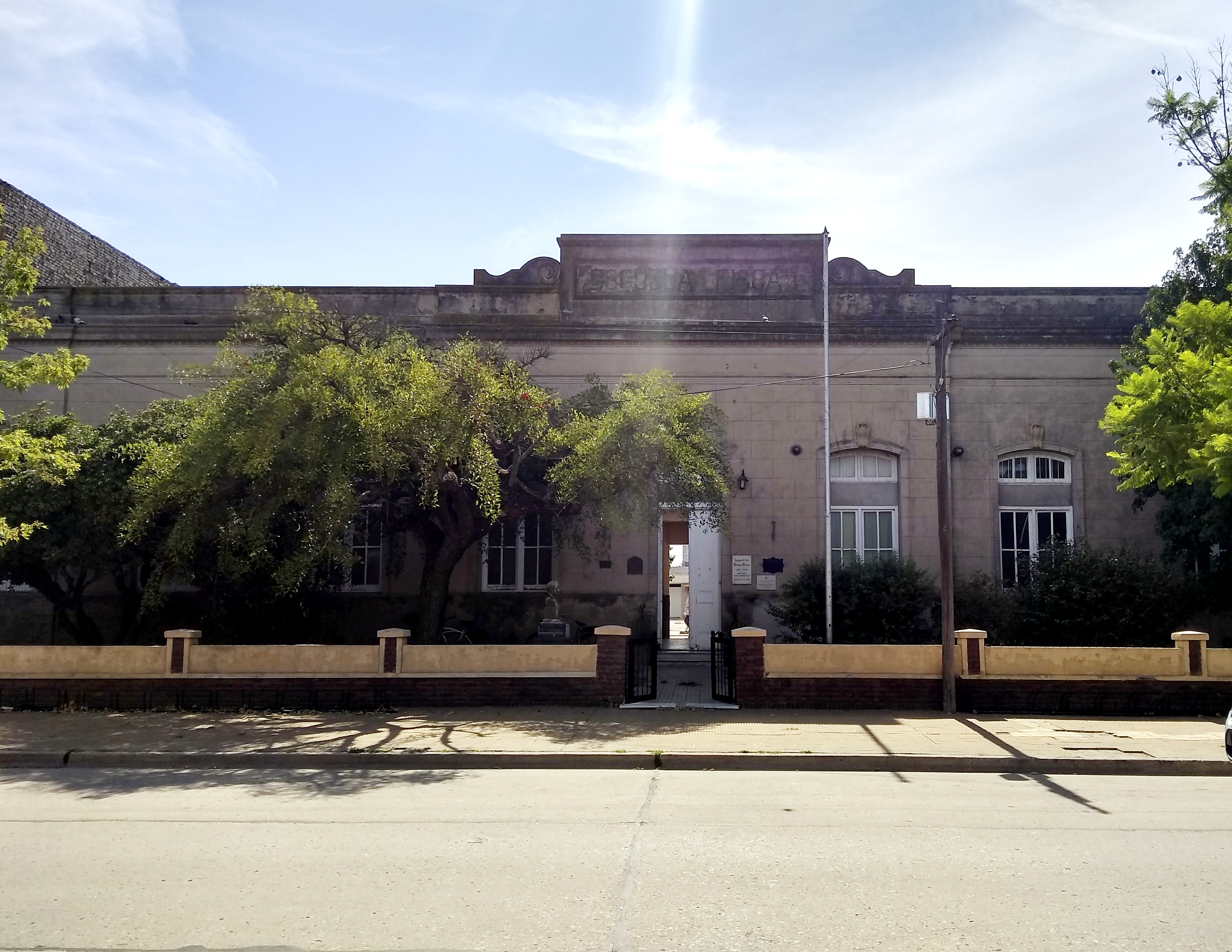
Escuela N° 202 "Mariano Moreno"
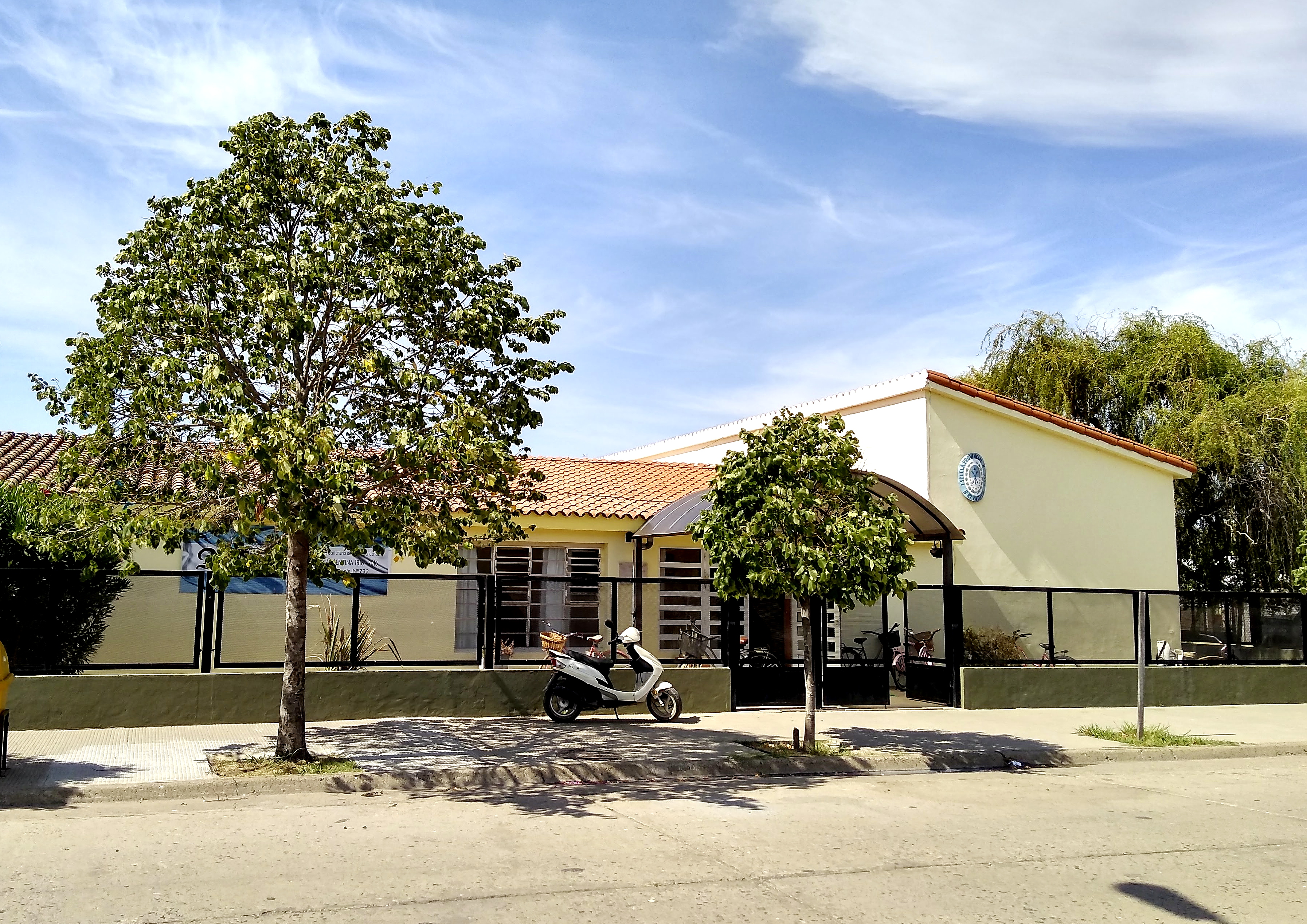
Escuela N° 733 "Bernardino Rivadavia"
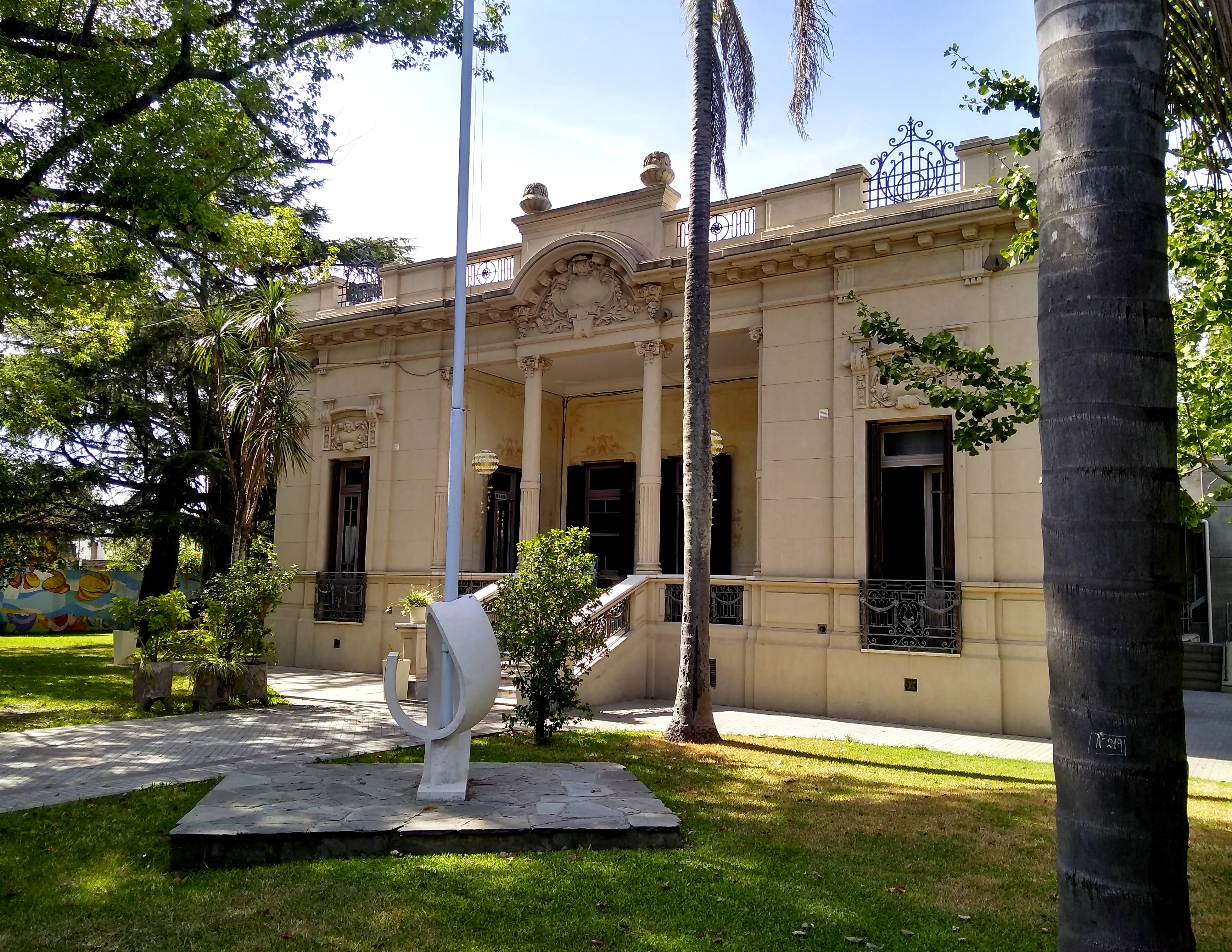
Escuela de enseñanza media N° 219 "Domingo Faustino Sarmiento"
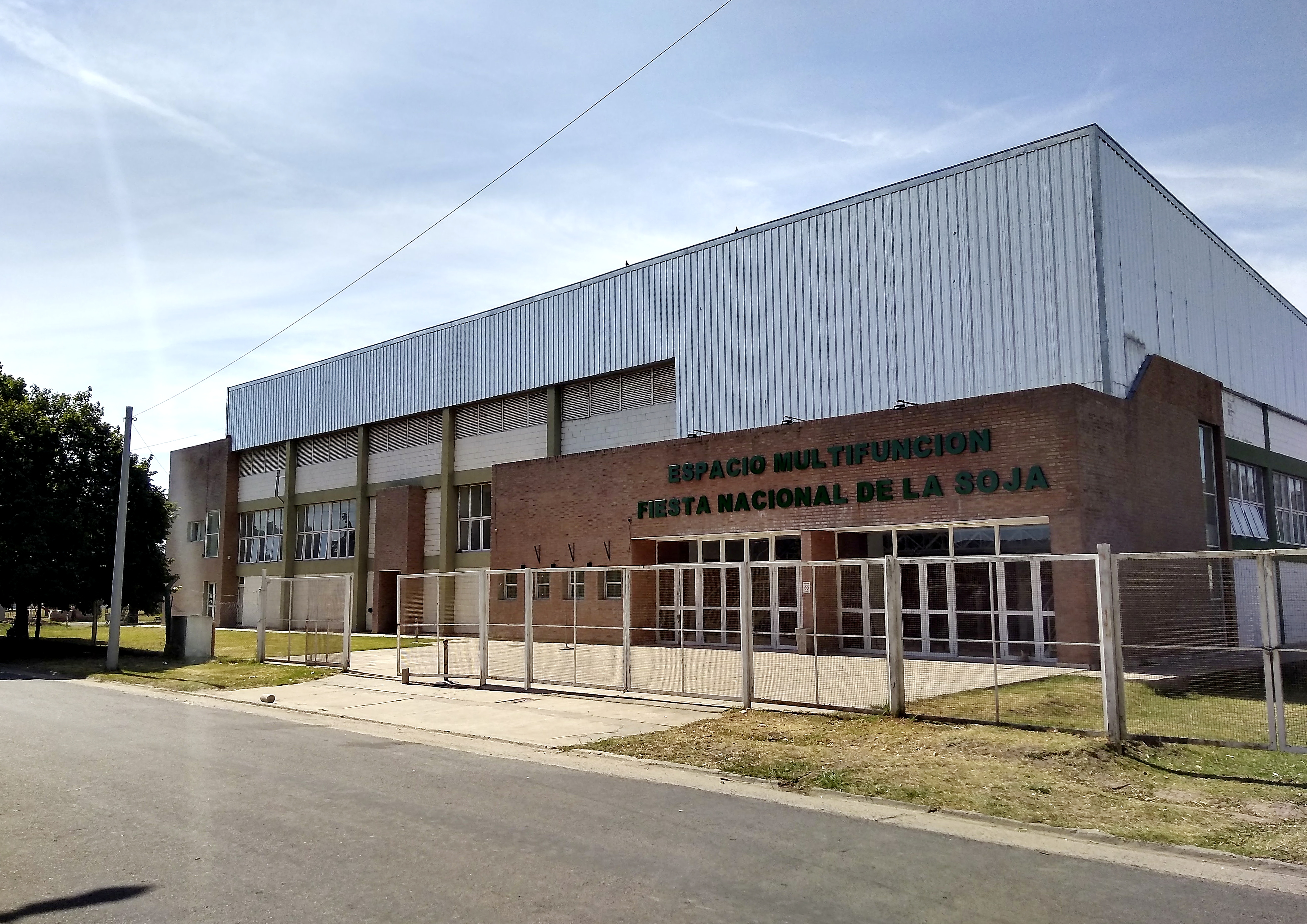
Espacio Multifunción Fiesta Nacional de la Soja
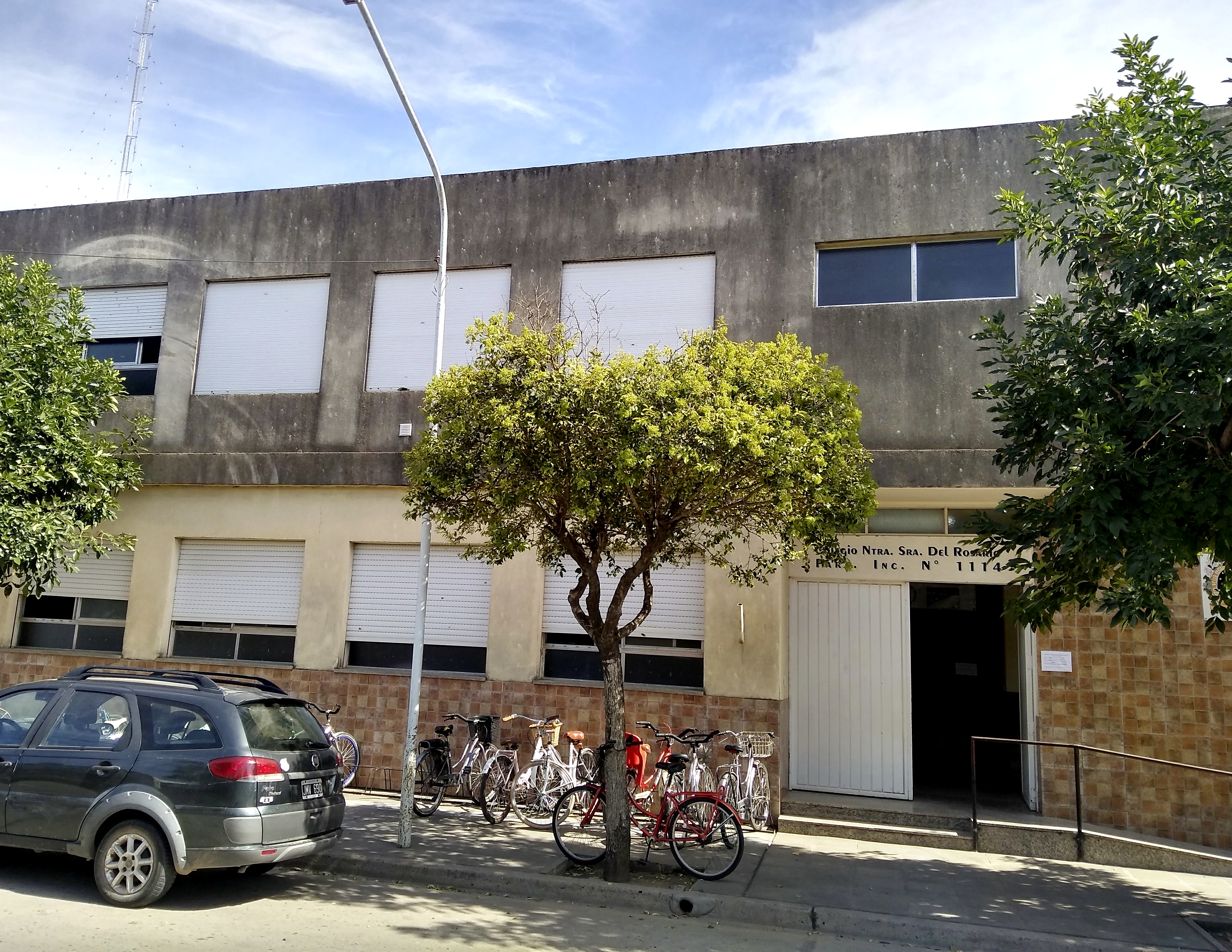
Colegio Nuestra Sra. del Rosario
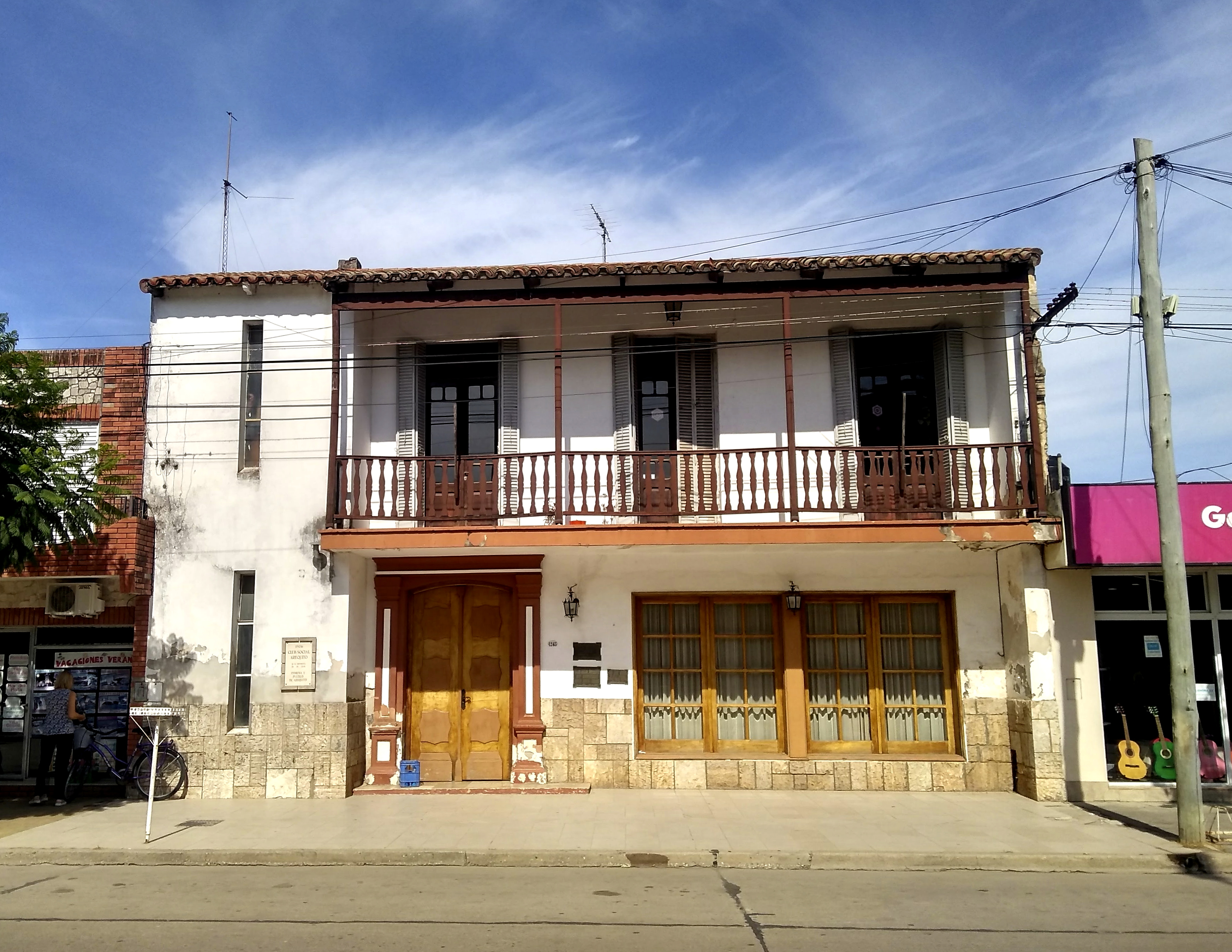
Club Social Arequito
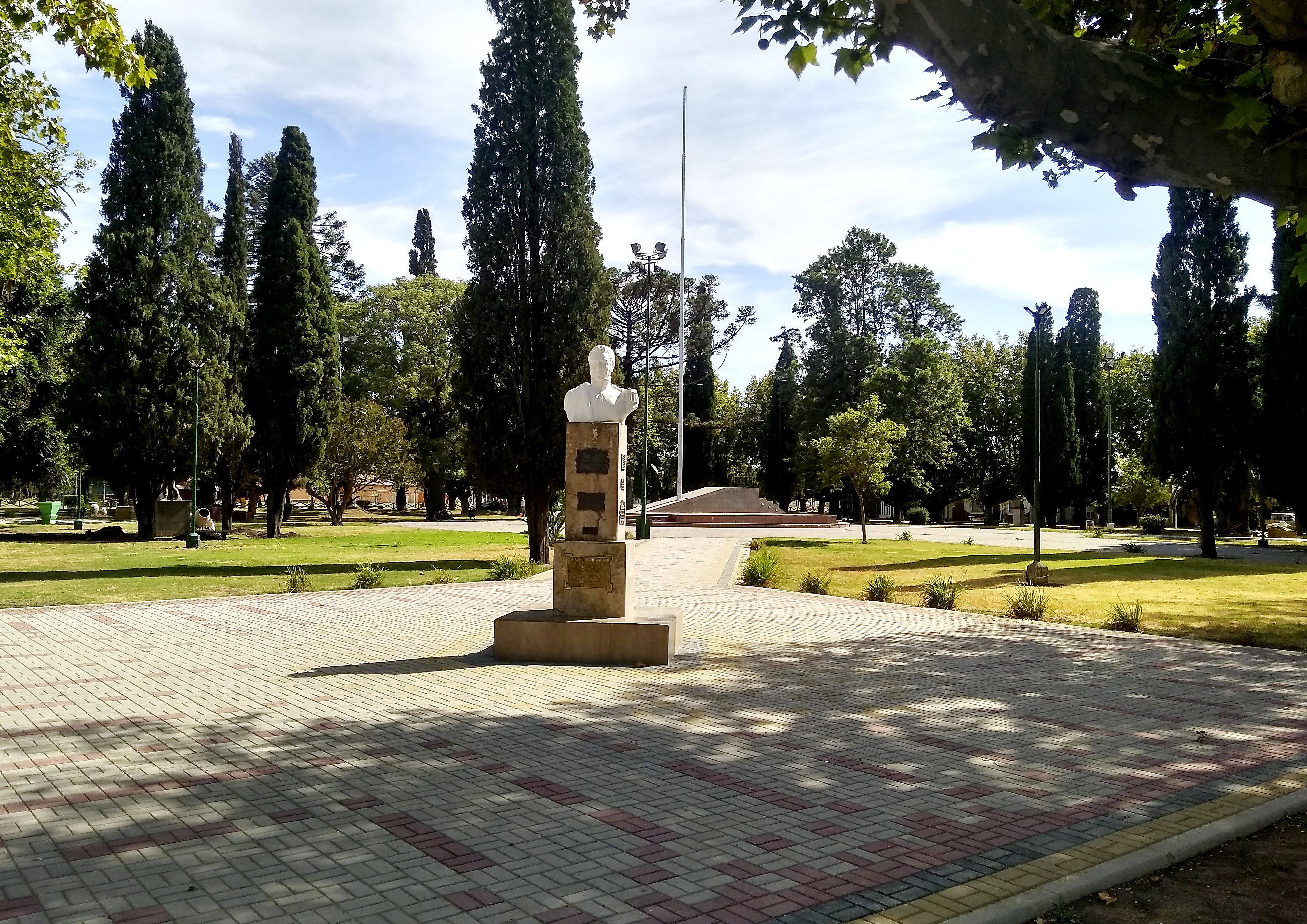
Plaza José de San Martín
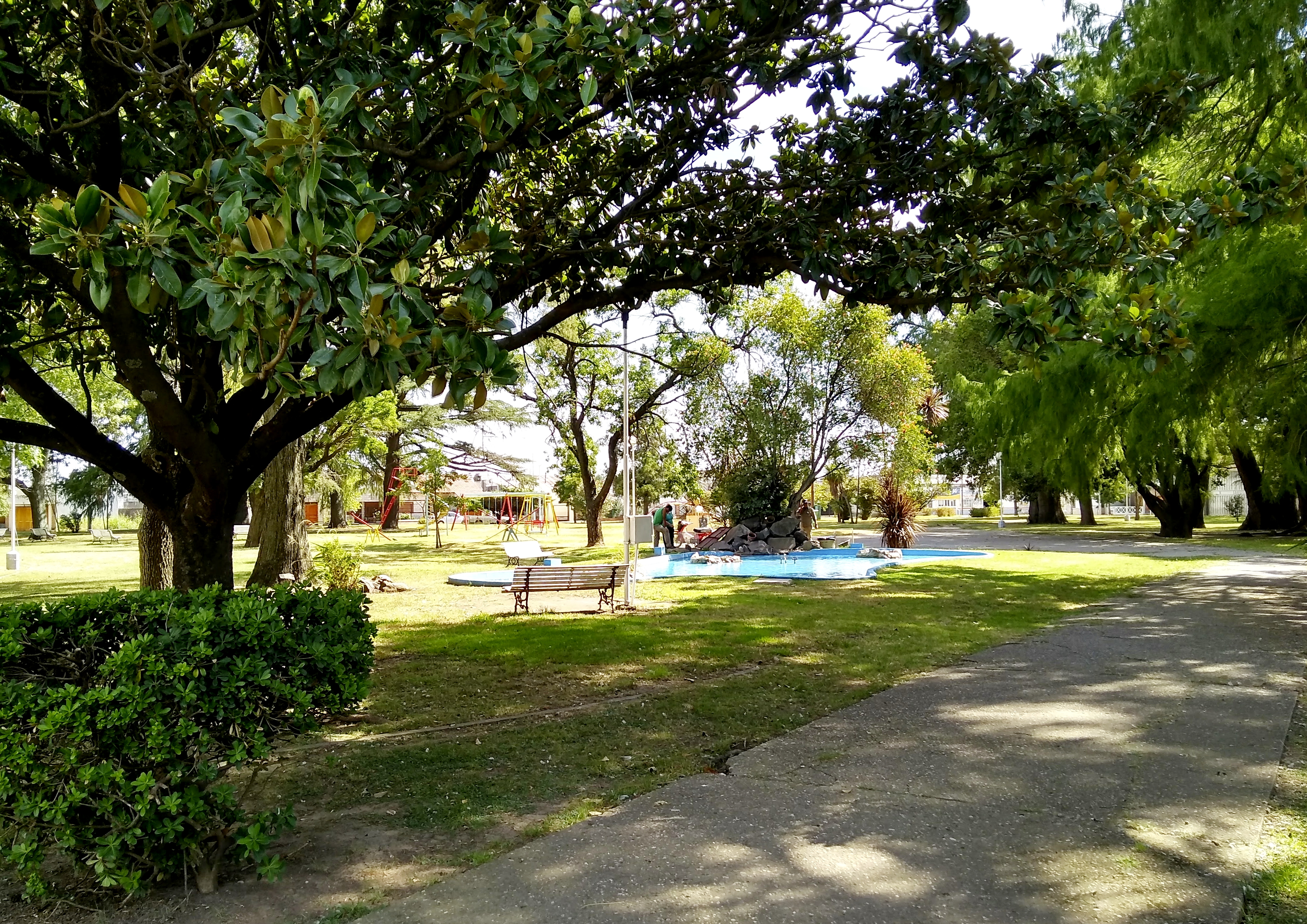
Plaza Carlos Casado
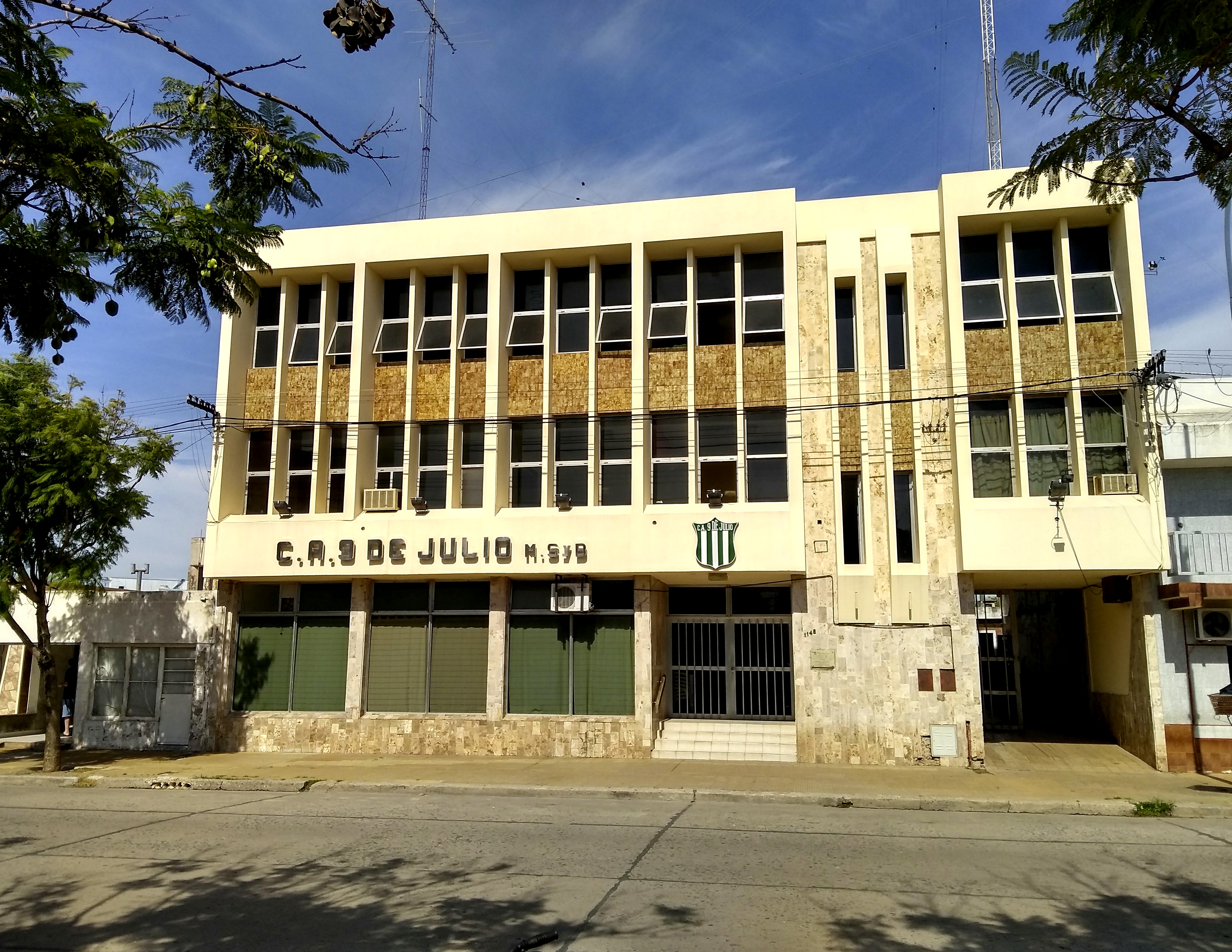
Sede Club Atlético 9 de Julio
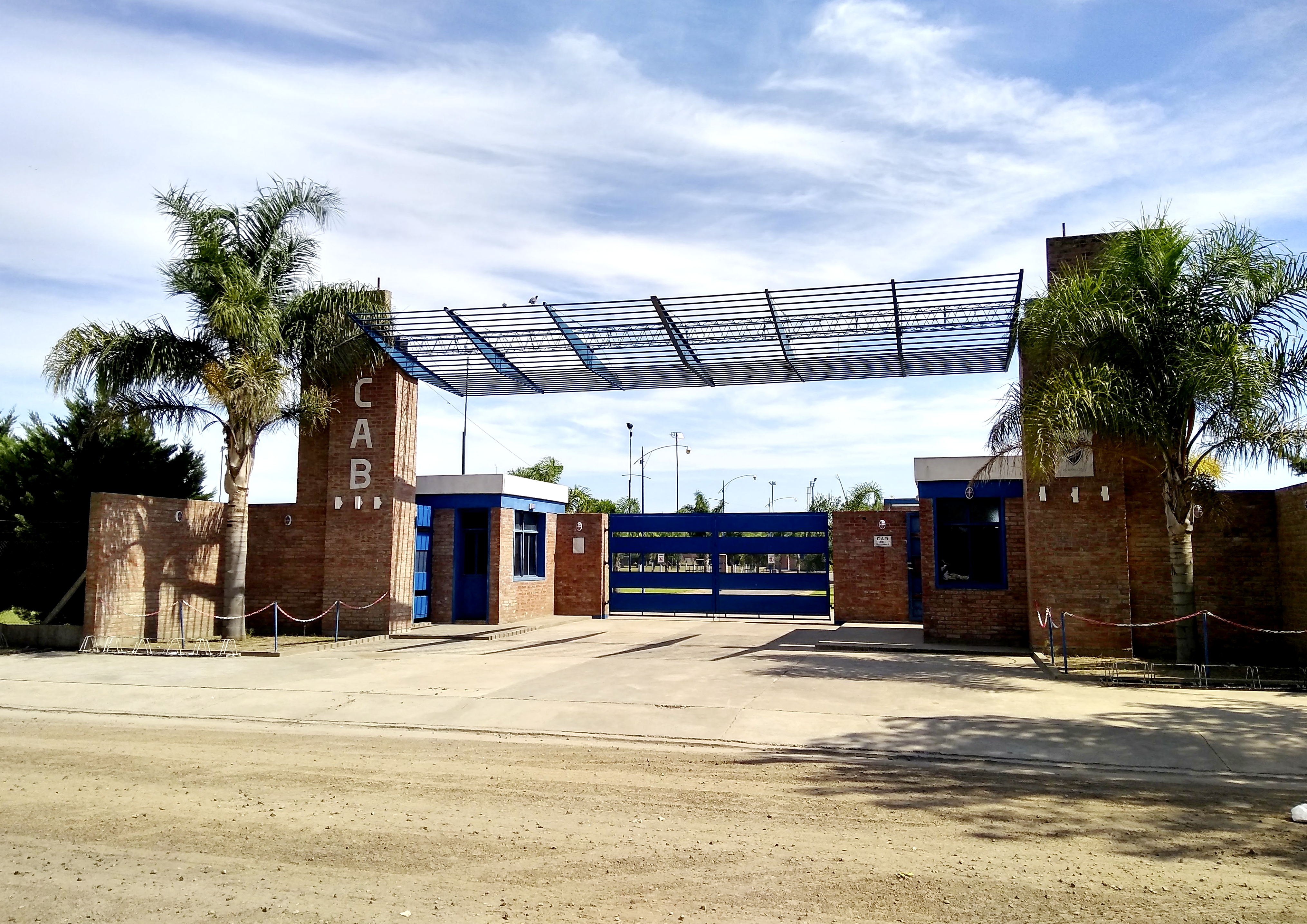
Club Atlético Belgrano, complejo polideportivo
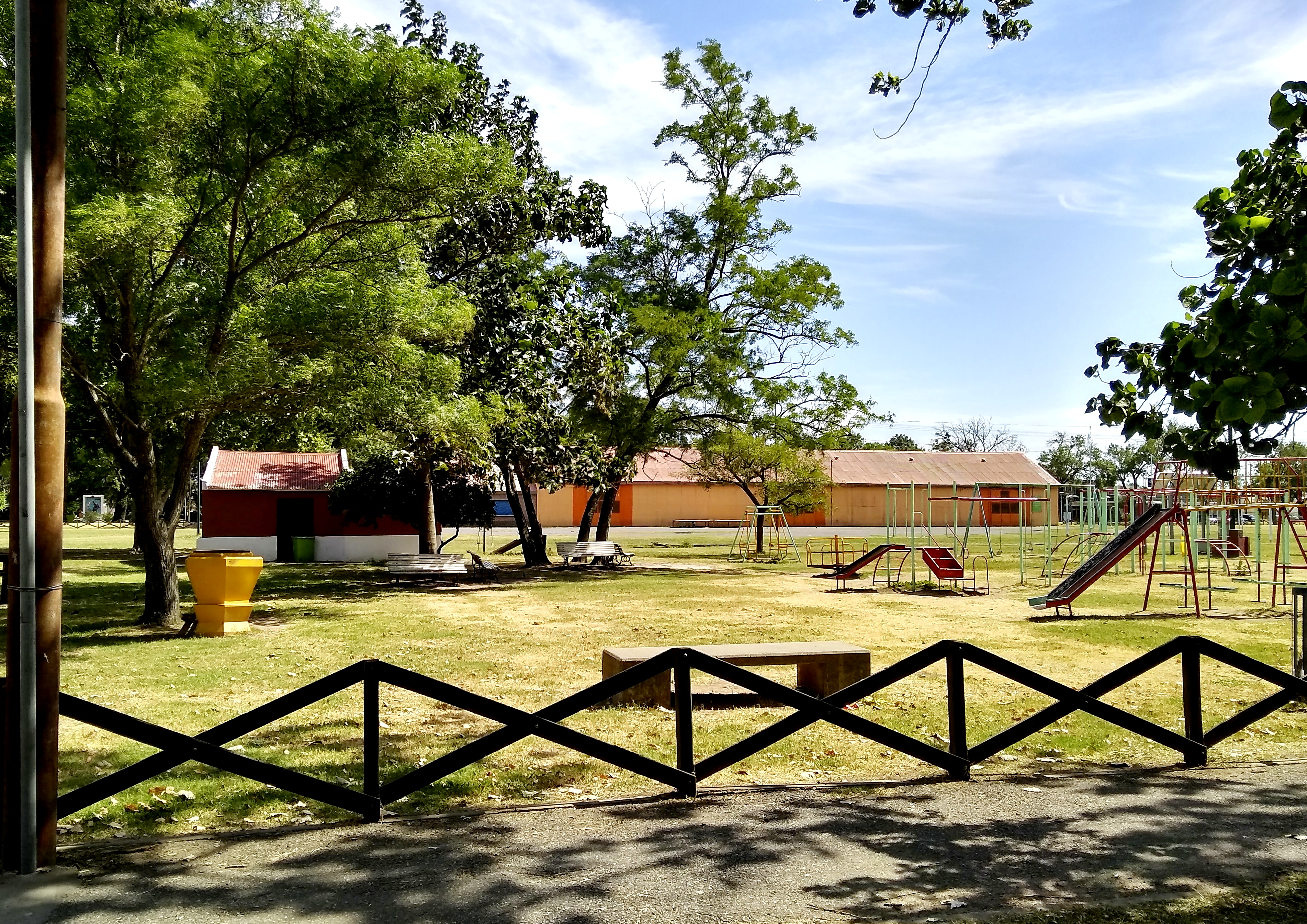
Parque infantil, al fondo, Ferroclub
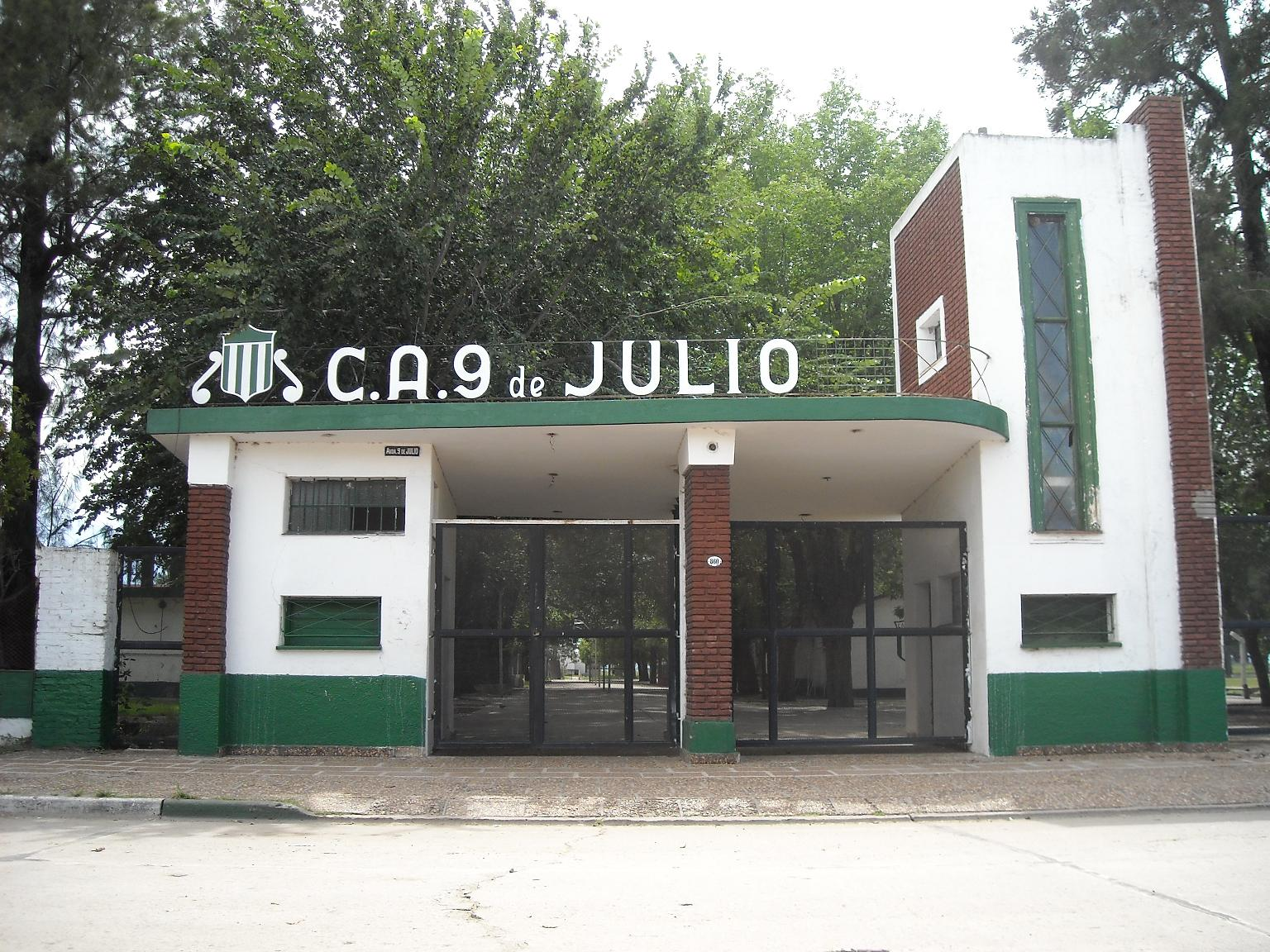
Club Atlético 9 de Julio, complejo polideportivo
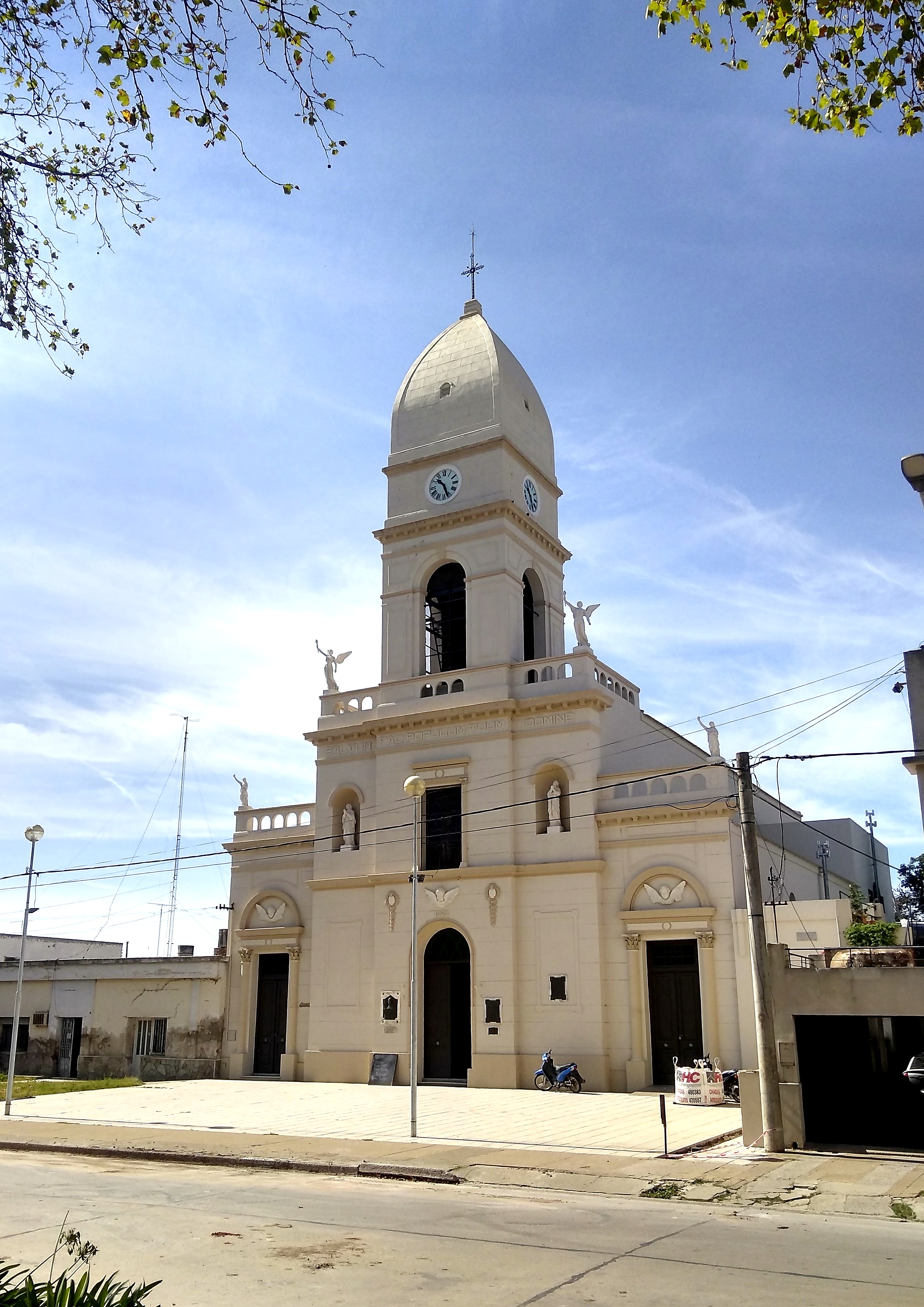
Iglesia parroquial Nuestra Señora del Rosario
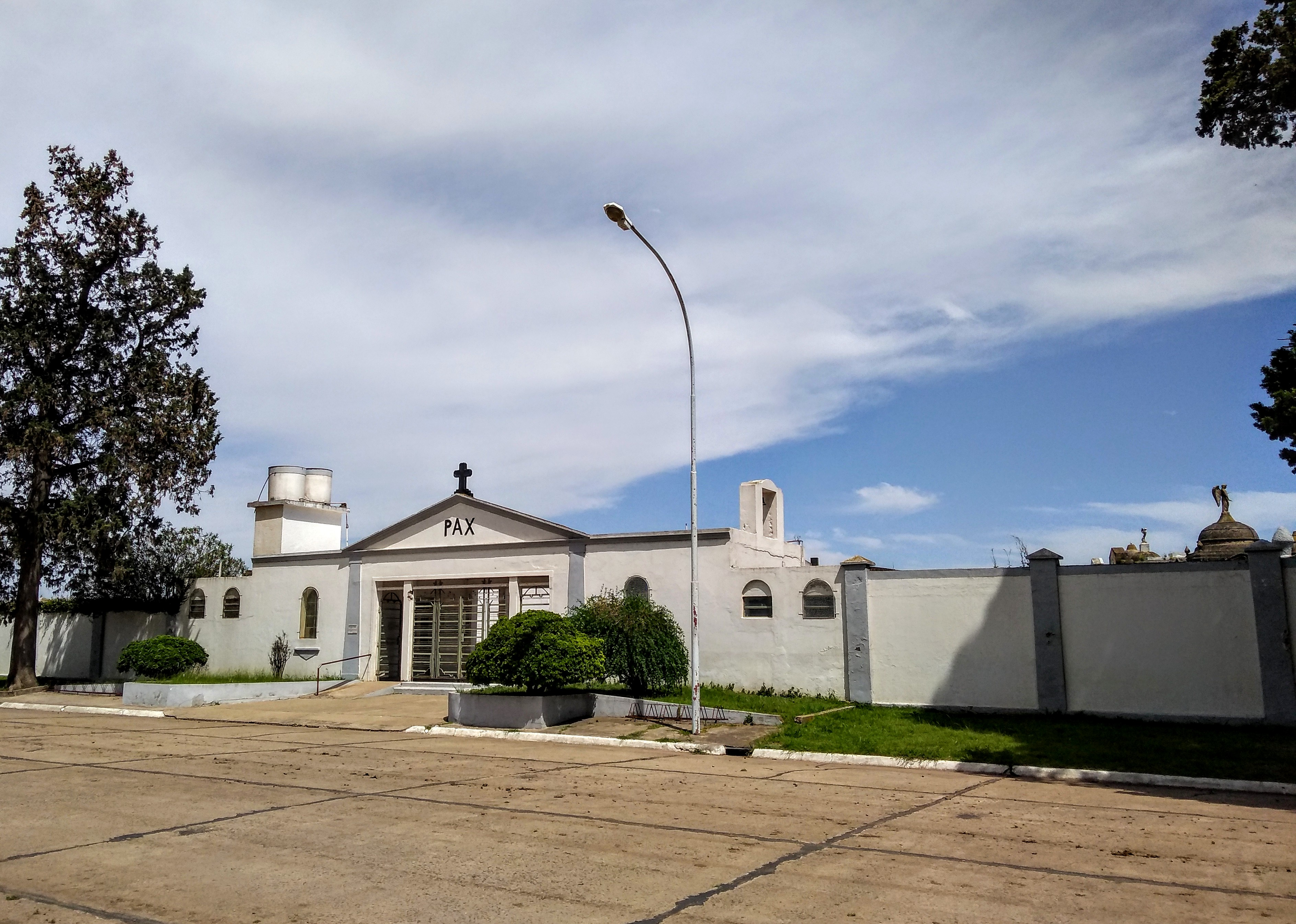
Cementerio Municipal
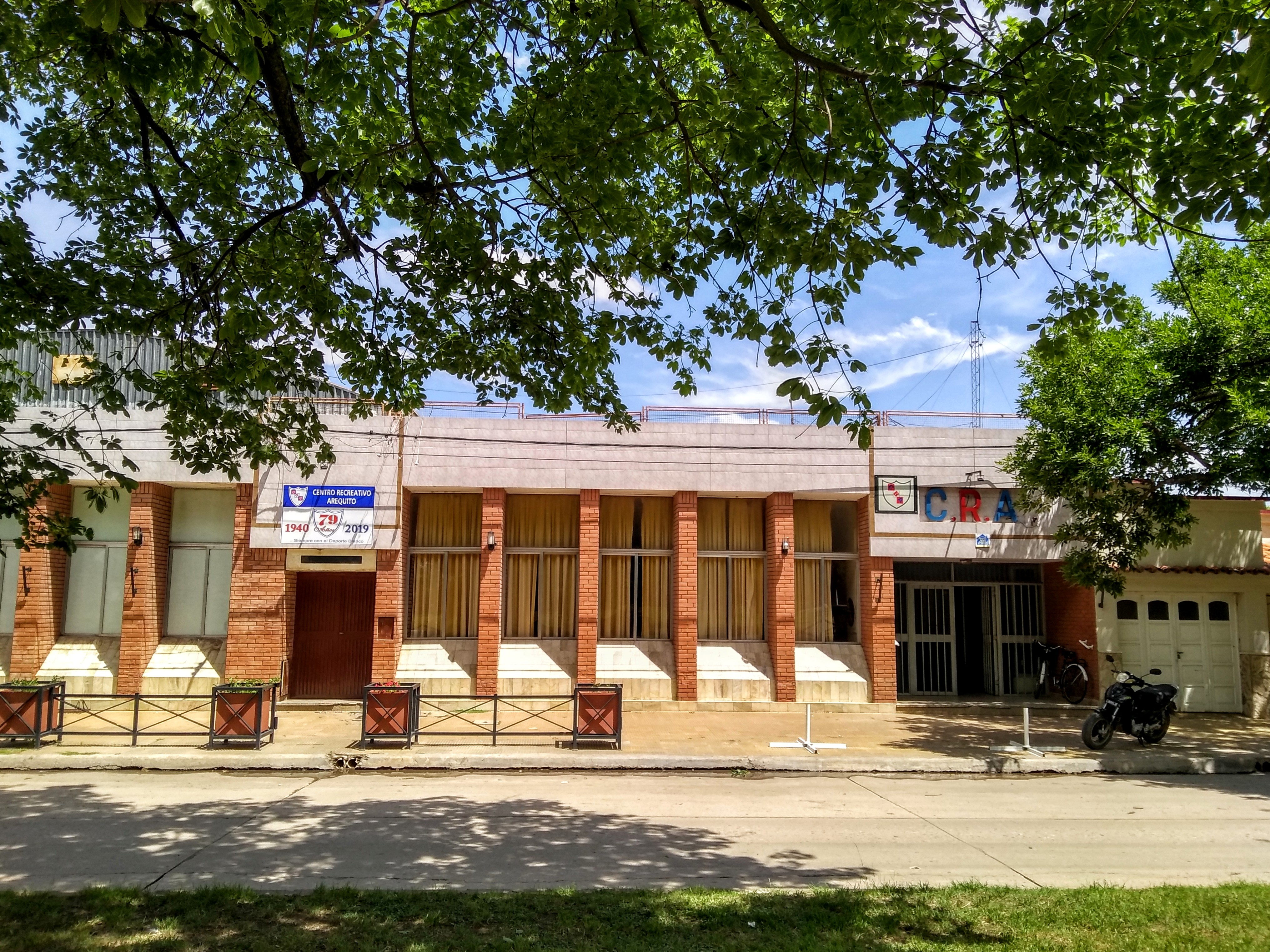
Centro Recreativo Arequito
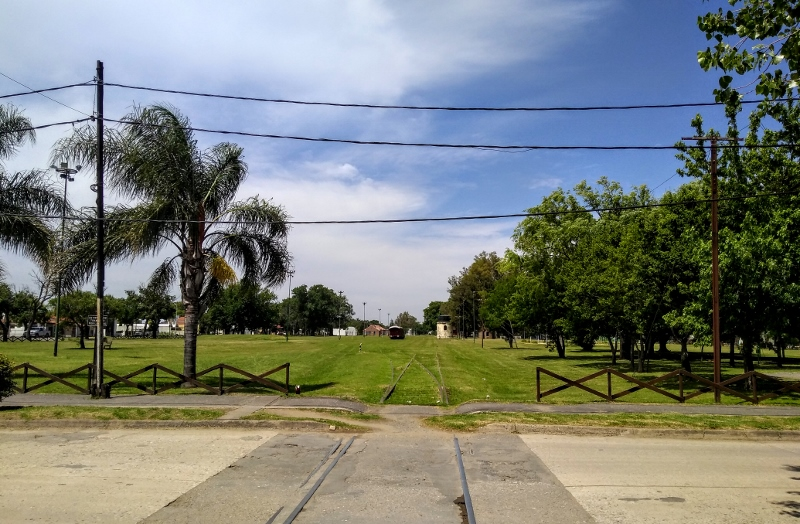
Playa del Ferrocarril (inactivo)
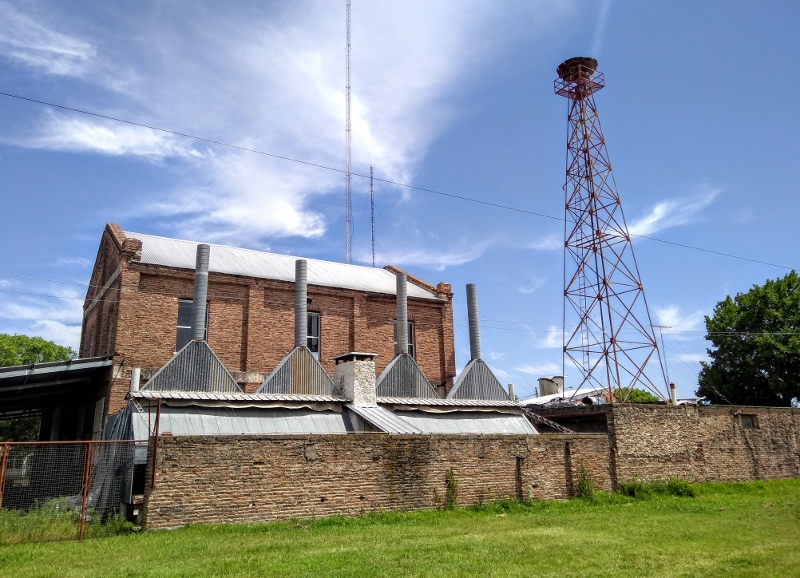
Sede de Bomberos voluntarios, anteriormente Molino Harinero y Fábrica de Muebles

### Ubicación geográfica y datos del tiempo
- Coord. geográficas e imágenes satelitales.
- Coordenadas geográficas.

- Datos: Q2426069
- Multimedia: Arequito / Q2426069